# Presidente do Brasil
Presidente da República é o chefe de Estado e de governo da República Federativa do Brasil. O regime constitucional brasileiro optou pelo presidencialismo. O presidente da República escolhe livremente seus auxiliares diretos, os ministros de Estado, sem interferência do parlamento, que no caso brasileiro, é o Congresso Nacional. De acordo com a revista estadunidense Newsweek, o ocupante do cargo é considerado a pessoa mais poderosa da América Latina, devido à posição de potência regional do Brasil. O mandato do presidente da República do Brasil é de quatro anos com direito a uma disputa pela reeleição consecutiva.
O Brasil é uma república federativa presidencialista desde 15 de novembro de 1889, quando um golpe militar comandado pelo marechal Deodoro da Fonseca pôs fim ao Império do Brasil, e, portanto, à monarquia constitucional parlamentarista vigente, depondo o então imperador Dom Pedro II e proclamando a atual forma de governo. O presidencialismo foi introduzido pela primeira constituição republicana, a de 24 de fevereiro de 1891, que tomou como modelo a Constituição dos Estados Unidos de 1787. O parlamentarismo republicano chegou a ser instituído no Brasil, pela emenda número 4 à constituição de 1946, de 2 de setembro de 1961. Tratava-se de um expediente para superar grave crise política e permitir a posse do vice-presidente, João Goulart, que era acusado de ligação com comunistas. 
A curta experiência parlamentarista, no entanto, não resolveu os graves problemas políticos, econômicos e sociais pelos quais passava o Brasil. Assim, o sistema presidencial de governo acabou sendo restabelecido com a Emenda Constitucional 6, promulgada em 24 de janeiro de 1963, resultado de uma consulta plebiscitária precedente, em 6 de janeiro. Com a promulgação da Constituição de 1988, através do seu artigo segundo do Ato das Disposições Constitucionais Transitórias, nova consulta popular foi convocada na forma de um plebiscito sobre a forma e o sistema de governo, inicialmente marcada para o dia 7 de setembro de 1993 e posteriormente alterada para 21 de abril de 1993 pela emenda constitucional número 2 de 1992. Como forma de governo, o eleitor poderia escolher entre a república ou a monarquia que deveria vigorar no país, e como sistema de governo, o eleitor poderia optar pelo presidencialismo ou pelo parlamentarismo. A antecipação da data fez com que a consulta coincidisse com o feriado em que se comemora o republicano Tiradentes, considerado o mártir da Independência do Brasil. Como resultado da consulta, expressiva maioria da população escolheu a manutenção da vigente república presidencialista.
A atual Constituição de 1988 havia fixado inicialmente mandato de cinco anos sem reeleição. As anteriores constituições do Brasil (1891, 1934, 1937, 1946 e 1967) fixaram mandatos de quatro, cinco e seis anos. Eurico Gaspar Dutra, Juscelino Kubitschek, Ernesto Geisel e José Sarney foram os presidentes que exerceram mandatos de cinco anos. O único presidente a exercer o mandato de seis anos foi João Figueiredo, por força da Emenda constitucional n.º 8 de 1977, artigo 75, parágrafo 3º. Castelo Branco, eleito para finalizar o mandato de João Goulart, que se encerraria a 31 de janeiro de 1966, teve a duração estendida para 15 de março de 1967 tendo, portanto, governado por 2 anos e 11 meses. Médici, eleito para suceder o adoecido Costa e Silva, cujo mandato deveria terminar a 15 de março de 1971, governou por 4 anos, 4 meses e 13 dias. Tanto Castelo Branco como Médici tiveram mandatos com duração "quebrada" devido à excepcionalidade de suas eleições, todas ocorridas dentro do contexto da ditadura militar instituída em 1964. Já Epitácio Pessoa governou por 3 anos, 3 meses e 18 dias porque seu pleito foi extemporâneo, completando o quadriênio que era para ser cumprido integralmente por Rodrigues Alves. Fernando Collor sofreu um processo de impeachment e renunciou ao cargo. Caso tivesse terminado o mandato, teria governado por 4 anos, 9 meses e 17 dias pois, apesar da Constituição de 88 inicialmente considerar a posse a 1.º de janeiro, o Art. 4º das suas Disposições Transitórias determinou que o mandato presidencial vigente (de José Sarney, iniciado a 15 de março de 1985), deveria terminar a 15 de março de 1990.

## Histórico do cargo

Cerimônia de posse do Presidente Deodoro da Fonseca como primeiro Presidente da República, em 26 de fevereiro de 1891.

O primeiro presidente do Brasil eleito pelo voto popular foi Prudente de Morais, eleito presidente da república em 1º de março de 1894. Os seguintes presidentes eram maçons, com sua adesão confirmada pela maçonaria brasileira: Deodoro da Fonseca, Floriano Peixoto, Prudente de Morais, Campos Sales, Nilo Peçanha, Hermes da Fonseca, Venceslau Brás, Delfim Moreira, Washington Luís, Nereu Ramos, Jânio Quadros e Michel Temer. Dez presidentes foram membros das Forças Armadas, mas desses, apenas três chegaram ao cargo eleitos por sufrágio universal, Hermes da Fonseca, em 1910, Eurico Gaspar Dutra, em 1946 e Jair Bolsonaro, em 2018.
O presidente mais jovem a assumir o cargo foi Fernando Collor, aos 40 anos, em 1990. O presidente mais idoso a tomar posse foi Luiz Inácio Lula da Silva, aos 77 anos, em 2023. Antes dele, o mais idoso foi Michel Temer, aos 75 anos, em 2016. Tancredo Neves foi eleito aos 74 anos, sendo, então, o mais idoso a ser eleito presidente, mas morreu antes de tomar posse, assim como Rodrigues Alves, que foi eleito para um segundo mandato aos 69 anos. Getúlio Vargas assumiu o cargo em seu segundo mandato aos 68 anos, sendo assim o terceiro mais idoso a assumir a presidência, depois de Temer e Lula.
Foram depostos três presidentes: Washington Luís em 1930, Getúlio Vargas em 1945 (que formalmente renunciou à presidência), João Goulart em 1964. Costa e Silva foi afastado do cargo por motivos de saúde, em 1969. Foram eleitos e não tomaram posse Rodrigues Alves que morreu de gripe espanhola, Júlio Prestes, por causa da revolução de 1930, e Tancredo Neves, por motivo de doença e morte. Júlio Prestes foi o único político eleito presidente da república, pelo voto popular, que foi impedido de tomar posse. Renunciaram os presidentes Deodoro da Fonseca em 1891, Vargas em 1945 (forçadamente), Jânio Quadros em 1961, e Fernando Collor de Mello em 1992. Cinco presidentes enfrentaram processo de impeachment, sendo: Carlos Luz e Café Filho, ambos em novembro de 1955 e ambos aprovados (observação: Café Filho havia anteriormente se licenciado da Presidência, por problemas médicos); Getúlio Vargas (1954), cujo processo foi rejeitado pela Câmara Federal; Fernando Collor (1992), que, mesmo tendo renunciado, teve seus direitos políticos cassados por oito anos pelo Senado Federal, e Dilma Rousseff (2016), afastada definitivamente do cargo em 31 de agosto de 2016, assumindo o cargo, o seu vice-presidente Michel Temer. Dilma, porém, teve preservados os seus direitos políticos em votação em separado pelo Senado.

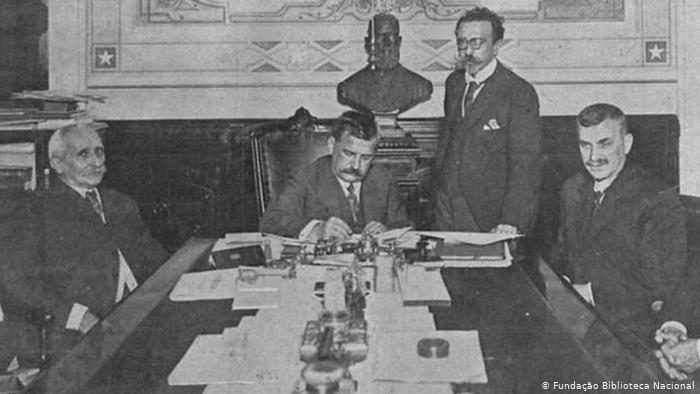
Os presidentes Venceslau Brás (centro), Nilo Peçanha (em pé) e Delfim Moreira (direita) no Palácio do Catete, em 1917. Nesta época, Delfim Moreira era o então presidente do estado de Minas Gerais e ainda não havia tomado posse como presidente da república.

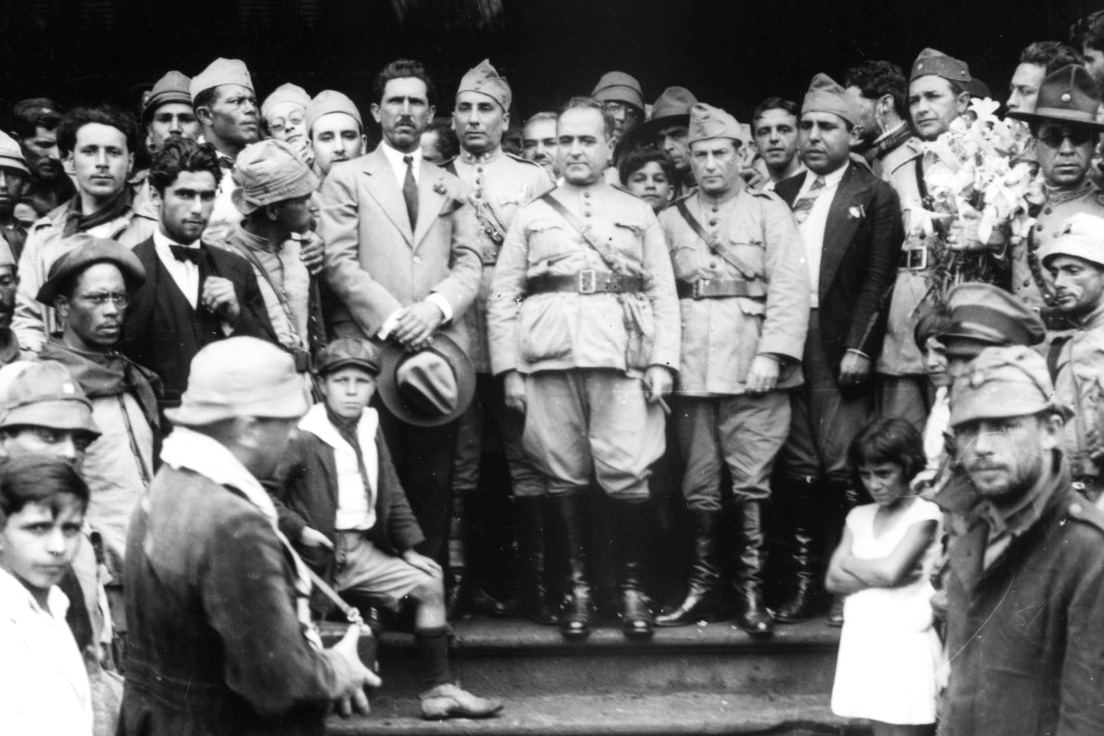
Diretamente, ou através de figuras por ele apoiadas, como Getúlio Vargas (no centro de uniforme militar, mas sem chapéu), o Exército Brasileiro esteve à frente do poder político na metade dos primeiros cem anos do período republicano brasileiro.

Sete presidentes do STF já assumiram a Presidência da República: destes, somente José Linhares assumiu a presidência em caráter definitivo, em 1945, após a renúncia de Getúlio Vargas, e governou até a posse de Eurico Dutra em 1946. José Linhares assumiu a presidência porque a Constituição de 1937 não contemplava o cargo de vice-presidente e não havia, no Estado Novo, um Congresso Nacional funcionando, assim o primeiro sucessor do presidente da república era o presidente do STF. Os demais presidentes do STF citados a seguir assumiram em caráter interino, em virtude da ausência temporária do respectivo titular: Moreira Alves (1986), Octavio Gallotti (1994, em duas ocasiões), Marco Aurélio (2002, em cinco oportunidades), Ricardo Lewandowski (2014), Cármen Lúcia (2018) e Dias Toffoli (2018). A ascensão de Cármen deu-se por cinco vezes durante o ano de 2018: nos dias 13 e 14 de abril, no dia 18 de junho, nos dias 17 e 18 de julho, entre os dias 23 e 28 de julho e no dia 15 de agosto. Em todas as vezes que assumiu, se deu pelo fato de que o cargo de vice-presidente encontrava-se vago e os presidentes da Câmara, Rodrigo Maia, e do Senado, Eunício Oliveira, tiveram que sair do país devido a legislação eleitoral os tornarem inelegíveis para certos cargos caso assumissem o comando do Executivo nos seis meses antes da eleição.
Por três vezes, presidentes da Câmara assumiram a Presidência da República em virtude da vacância do cargo de Presidente da República: Carlos Luz em 1955 e Ranieri Mazzilli em 1961 e em 1964. Uma única vez, o vice-presidente do Senado Federal, em exercício da presidência do Senado Federal, assumiu a Presidência da República, quando os cargos de Presidente e de Vice-Presidente da República (que era, pela constituição de 1946, o presidente do Senado Federal) ficaram vagos: foi o senador Nereu Ramos, em 1955, que completou o mandato iniciado em 31 de janeiro de 1951 por Getúlio Vargas, passando a presidência para Juscelino Kubitschek em 31 de janeiro de 1956.
Duas juntas militares assumiram oficialmente a Presidência: a primeira, em 1930, presidida por Tasso Fragoso, que governou de 24 de outubro de 1930 até 3 de novembro de 1930 com a posse de Getúlio Vargas, e a segunda, em 1969, quando assumiram o governo, os ministros militares sob a liderança de Augusto Rademaker, após a morte do presidente Costa e Silva. A Junta Militar de 1969, a última junta militar brasileira, não aceitou a posse do vice-presidente, o civil Pedro Aleixo. A lei 12 486, de 12 de setembro de 2011, incluiu "o nome do cidadão Pedro Aleixo na galeria dos que foram ungidos pela Nação Brasileira para a Suprema Magistratura". Porém, cite-se que nas duas vezes que Ranieri Mazzilli foi presidente o poder de fato foi exercido, respectivamente, pela Junta militar brasileira de 1961 e pelo Comando Supremo da Revolução (1964).

Posse de Juscelino Kubitschek como Presidente da República e de João Goulart como Vice. Janeiro de 1956. Arquivo Nacional.

A Constituição de 1934 e a Constituição de 1937 não contemplavam a figura do vice-presidente da República, assim, de 1930 a 1945, Getúlio Vargas governou sem ter um vice-presidente. Os vice-presidentes que foram chamados a completar o mandato foram: Floriano Peixoto, em 1891, com a renúncia de Deodoro da Fonseca; Nilo Peçanha, em 1909, com a morte do titular Afonso Pena; Delfim Moreira, em 1918, com a morte do presidente eleito Rodrigues Alves. A Constituição de 1891, no seu artigo 42º, dizia que se, "por qualquer causa", ficasse vago o cargo de presidente, não havendo decorrido, ainda, dois anos de mandato do titular, seriam realizadas novas eleições para presidente. Assim se realizaram novas eleições, em 1919, e Epitácio Pessoa completou o mandato de Rodrigues Alves, e, por este motivo, o mandato de Floriano Peixoto como presidente, que se estendeu de 23 de novembro de 1891 a 15 de novembro de 1894, foi considerado pelos seus adversários, como sendo inconstitucional. O vice-presidente Manuel Vitorino governou o Brasil por quatro meses, de 10 de novembro de 1896 a 3 de março de 1897, quando Prudente de Morais afastou-se por motivo de saúde. Durante esse período, Vitorino adquiriu o Palácio do Catete e lá instalou a sede do governo, que era no Palácio do Itamaraty, Rio de Janeiro. Prudente retornou ao cargo e concluiu o mandato.

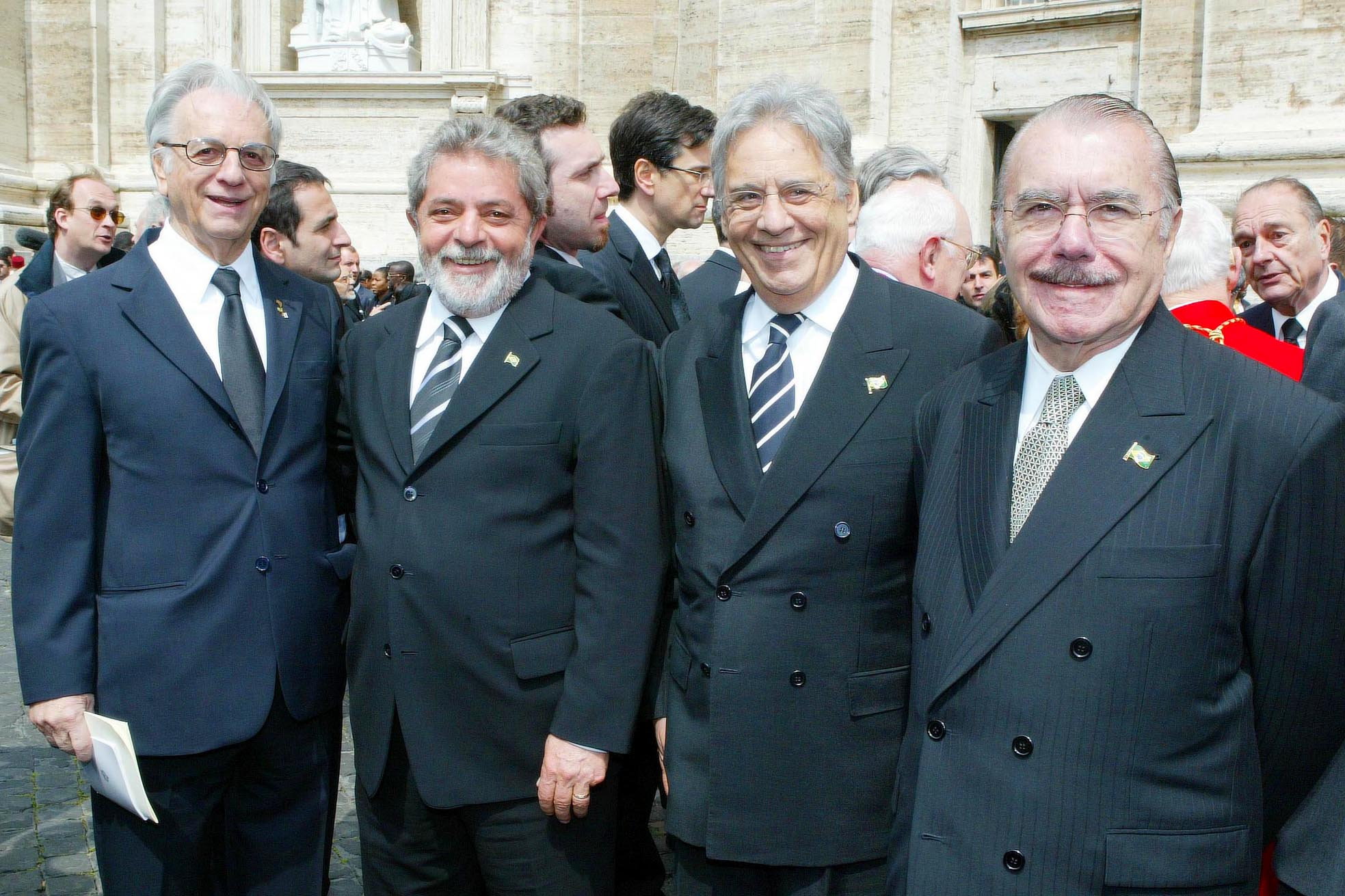
Os ex-presidentes (da esquerda para direita): Itamar Franco, Luiz Inácio Lula da Silva, Fernando Henrique Cardoso e José Sarney em 2005, no funeral do Papa João Paulo II.

O vice-presidente Café Filho assumiu a presidência, em 1954, com o suicídio de Getúlio Vargas. João Goulart assumiu a presidência em 1961, com a renúncia de Jânio Quadros. Itamar Franco assumiu a presidência em 1992, após a renúncia de Fernando Collor. José Sarney, eleito vice-presidente de Tancredo Neves, foi empossado em 15 de março de 1985, na Presidência da República, porque Tancredo, adoentado, não tomou posse. Com a morte de Tancredo Neves em 21 de abril de 1985, Sarney assumiu em caráter definitivo a presidência e cumpriu o mandato de Tancredo, na íntegra, de 1985 a 1990. Itamar Franco assumiu a presidência em 1992, após a renúncia de Collor, que foi seguida da cassação de seus direitos políticos pelo Senado Federal. Michel Temer assumiu a presidência interinamente no dia 12 de maio de 2016, enquanto Dilma Rousseff foi afastada devido ao seu processo de impeachment. Temer foi empossado definitivamente no dia 31 de agosto de 2016, após a cassação do mandato de Dilma.

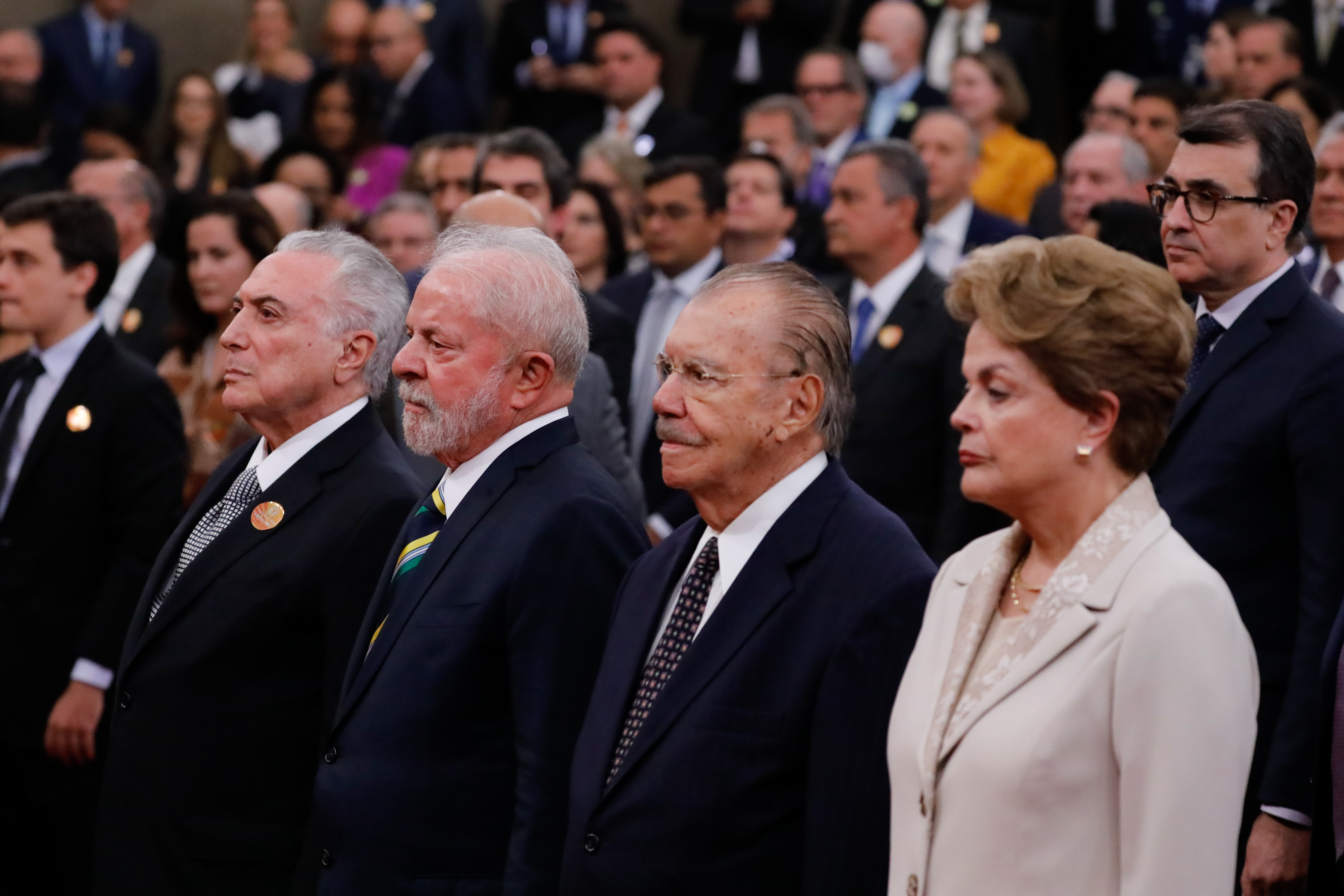
Ex-presidentes Michel Temer, Luiz Inácio Lula da Silva, José Sarney e Dilma Rousseff, na posse do ministro Alexandre de Moraes como presidente do TSE em 2022. Os ex-presidentes Fernando Collor e Fernando Henrique Cardoso foram convidados, mas não compareceram, este último por motivos de saúde.

Dilma Rousseff, do Partido dos Trabalhadores (PT), foi a primeira mulher a ser eleita Presidente da República. Dilma foi eleita pelo voto direto em 31 de outubro de 2010 e empossada em 1° de janeiro de 2011. Disputou a reeleição em 2014, sendo reeleita em 26 de outubro de 2014 e reempossada em 1° de janeiro de 2015. No Império do Brasil, assumiram, interinamente, a regência do país, a imperatriz Leopoldina e a Princesa Isabel. Dilma Rousseff foi a primeira mulher presidente do Brasil e o segundo ocupante do cargo a ser afastado por um processo de impeachment. Dilma adotou oficialmente a terminologia "presidenta" em lugar de "presidente". A norma culta da língua portuguesa acata as duas formas como corretas e aceitáveis. Por exemplo, de acordo com o Dicionário Houaiss da Língua Portuguesa, presidenta é o "feminino de presidente", embora seja menos usual. Já o Dicionário Aurélio diz que a palavra pode ser usada no masculino e feminino, apontando presidenta como “esposa do presidente” ou “mulher que preside”.

## Cargo

### Exigências
Para concorrer à Presidência, é necessário observar as limitações impostas pela Constituição: ser brasileiro nato; ter a idade mínima de 35 anos, completos antes do pleito; ter o pleno exercício de seus direitos políticos; ser eleitor e ter domicílio eleitoral no Brasil; ser filiado a uma agremiação ou partido político; não ter substituído o atual presidente nos seis meses antes da data marcada para a eleição. A linha sucessória é composta, em ordem, pelo vice-presidente, presidente da Câmara dos Deputados, presidente do Senado Federal e presidente do Supremo Tribunal Federal.
O presidente da Câmara dos Deputados tem precedência, na linha sucessória, sobre o presidente do Congresso Nacional e do Senado Federal, devido à Constituição de 1891, (artigo 32), que, copiando a constituição norte-americana, declarava que o vice-presidente da república presidiria o Senado Federal, assim o segundo substituto do presidente da república era sempre o presidente da Câmara dos Deputados. Na Constituição de 1946, (artigo 61) e na Constituição de 1967 (artigo 79) o vice-presidente da república continuou exercendo o cargo de presidente do Senado Federal.
O vice-presidente deixou de ser o presidente do Senado Federal e do Congresso Nacional, apenas a partir da Emenda Constitucional nº 1, editada, em 17 de outubro de 1969, pela junta militar de 1969, presidida pelo almirante Rademaker, que assumiu o poder em 31 de agosto de 1969, situação mantida na Constituição de 1988. A Emenda Constitucional nº 1 e a Constituição de 1988, (artigo 80), mantiveram o presidente da Câmara dos Deputados como o segundo na linha sucessória.

### Atribuições
Pelo artigo 84 da Constituição vigente, o presidente da República exerce atribuições de chefe de Estado e chefe de governo.

#### Como chefe de Estado
Como chefe do Estado cabe ao presidente da República:
1. manter relações com os Estados estrangeiros e acreditar seus representantes diplomáticos (artigo 84, item VII, da Constituição Federal)
2. celebrar tratados, convenções e atos internacionais, sujeitos a referendo do Congresso Nacional (item VIII)
3. declarar guerra, no caso de agressão estrangeira, autorizado pelo Congresso Nacional ou referendado por ele, quando ocorrida no intervalo das sessões legislativas, e, nas mesmas condições, decretar, total ou parcialmente, a mobilização nacional (item XIX)
4. celebrar a paz, autorizado ou com o referendo do Congresso Nacional (item XX)
5. permitir, nos casos previstos em lei complementar, que forças estrangeiras transitem pelo território nacional ou nele permaneçam temporariamente (item XXII)
6. exercer o comando supremo das Forças Armadas (item XIII)
7. iniciar o processo legislativo, na forma e nos casos previstos nesta Constituição (item III)
8. sancionar, promulgar e fazer publicar as leis (item IV)
9. vetar projetos de lei, total ou parcialmente (item V)
10. editar medidas provisórias com força de lei, nos termos do artigo 62 da Constituição (item XXVI)
11. nomear, após aprovação pelo Senado Federal, os Ministros do Supremo Tribunal Federal e dos Tribunais Superiores e o Procurador-Geral da República (item XIV)
12. nomear magistrados, nos casos previstos na Constituição (item XVI)
13. nomear, observado o disposto no artigo 73 da Constituição, os ministros do Tribunal de Contas da União (item XV)
14. nomear membros do Conselho da República, nos termos do artigo 89, VII, da Constituição (item XVII)
15. convocar e presidir o Conselho da República e o Conselho de Defesa Nacional (item XVIII)
16. decretar o estado de defesa e o estado de sítio (item IX)
17. decretar a intervenção federal nos Estados (item X)
18. conceder indulto e comutar penas, com audiência, se necessário, dos órgãos instituídos em lei (item XII)
19. conferir condecorações e distinções honoríficas (item XXI)

#### Como chefe de governo
Como chefe de governo incumbem-lhe as seguintes atribuições:
1. nomear e exonerar os Ministros de Estado (art. 84, item I, da Constituição Federal)
2. exercer, com o auxílio dos Ministros de Estado, a direção superior da administração federal (item II)
3. expedir decretos e regulamentos para sua fiel execução das leis federais (item IV)
4. dispor, mediante decreto, sobre a organização e o funcionamento da administração federal, quando não implicar aumento de despesa nem criação ou extinção de órgãos públicos (item VI, a)
5. dispor, mediante decreto, sobre a extinção de funções ou cargos públicos, quando vagos (item VI, b)
6. executar a intervenção federal (item X)
7. remeter mensagem e plano de governo ao Congresso Nacional por ocasião da abertura da sessão legislativa, expondo a situação do País e solicitando as providências que julgar necessárias (item XI)
8. nomear os Comandantes da Marinha, do Exército e da Aeronáutica, promover seus oficiais-generais e nomeá-los para os cargos que lhes são privativos (item XIII)
9. nomear, após aprovação pelo Senado Federal, os Governadores de Territórios, o presidente e os diretores do banco central e outros servidores, quando determinado em lei (item XIV)
10. nomear o Advogado-Geral da União (item XVI)
11. enviar ao Congresso Nacional o plano plurianual, o projeto de lei de diretrizes orçamentárias e as propostas de orçamento previstos nesta Constituição (item XXIII)
12. prestar, anualmente, ao Congresso Nacional, dentro de sessenta dias após a abertura da sessão legislativa, as contas referentes ao exercício anterior (item XXIV)
13. prover e extinguir os cargos públicos federais, na forma da lei (item XXV)

### Órgãos de assessoramento

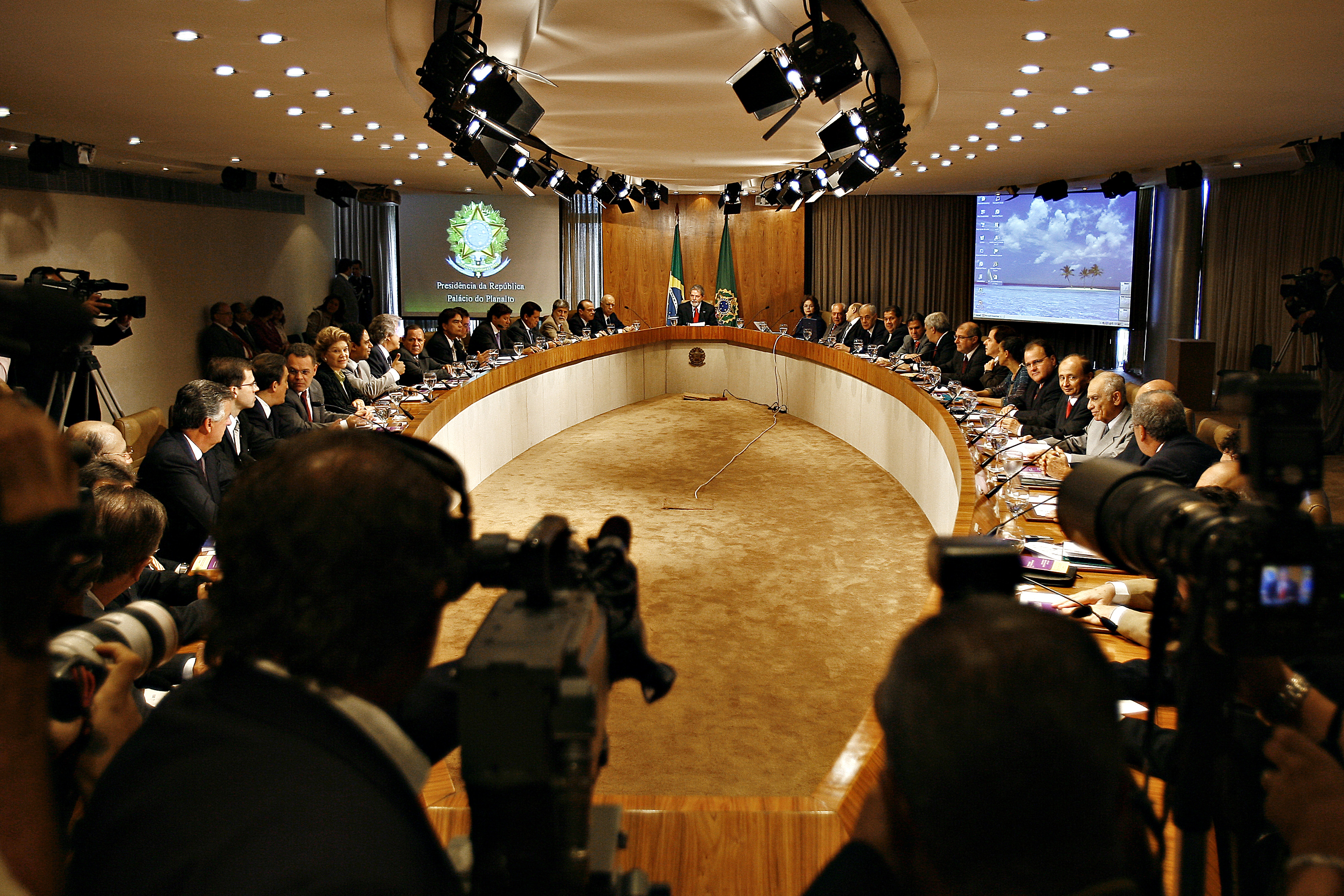
Reunião do Gabinete Ministerial no Salão Oval do Palácio do Planalto.

A Presidência da República tem em sua estrutura diversas instituições, que compõem o primeiro-escalão do Poder Executivo. Além dos órgãos com status legal de Ministérios, há a Secretaria de Imprensa e Porta-Voz, o Núcleo de Assuntos Estratégicos e a Comissão de Ética Pública. O presidente é assessorado ainda pelo Conselho de Governo, pelo Conselho da República, pelo Conselho de Defesa Nacional e Conselho Nacional de Segurança Alimentar e Nutricional. O Conselho de Governo (não confundir com o Conselho da República) é composto por ministros de Estado; titulares dos órgãos essenciais da Presidência da República; ministro de Estado do Controle e da Transparência; titulares das Secretarias Especiais de Direitos Humanos, de Políticas para as Mulheres, de Políticas de Promoção da Igualdade Racial e de Aquicultura e Pesca; chefe do Núcleo de Assuntos Estratégicos e Advogado-Geral da União.

### Privilégios

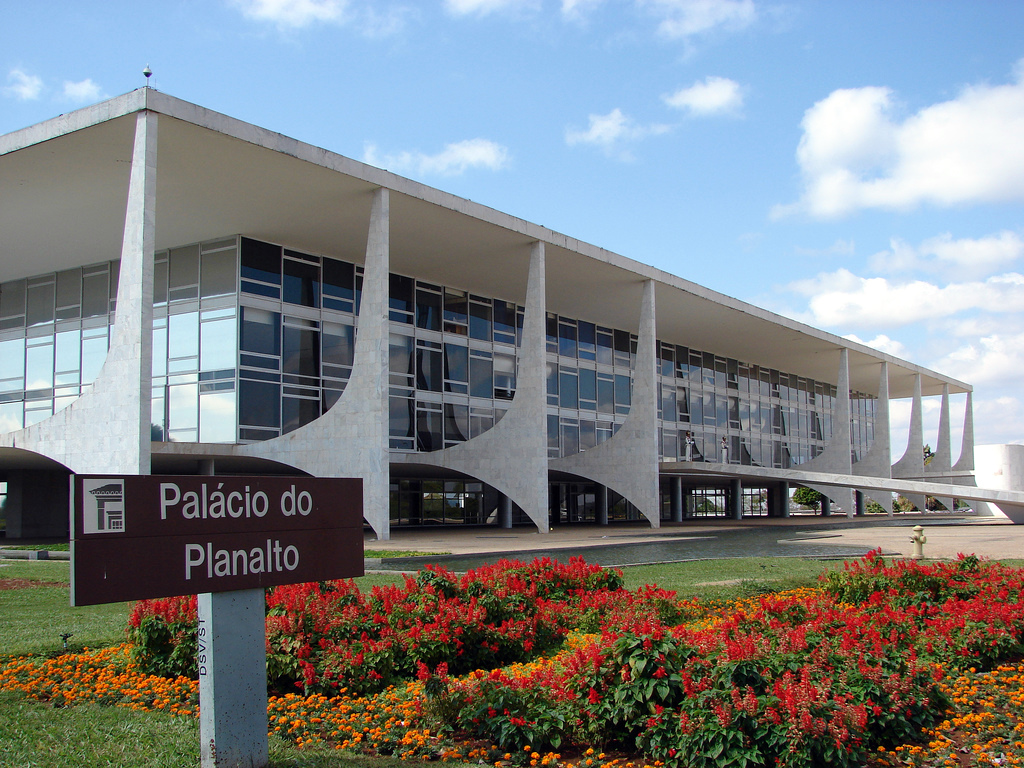
Palácio do Planalto, o local de trabalho oficial do presidente.

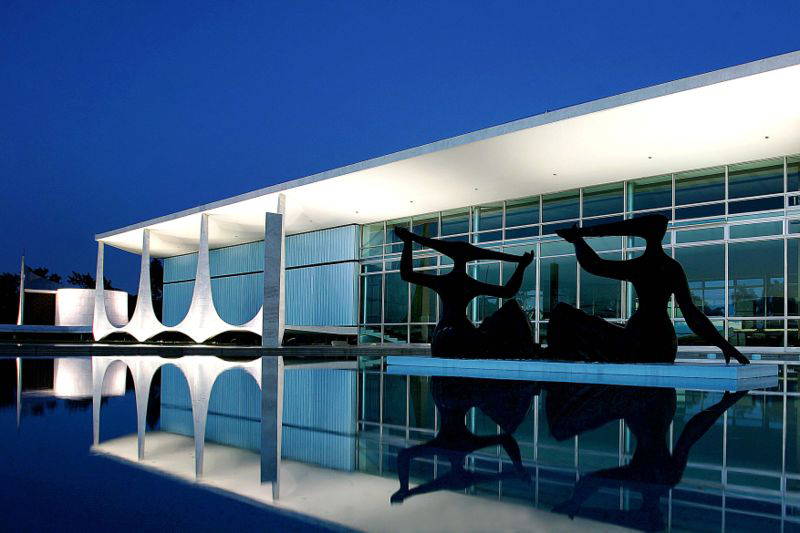
O Palácio da Alvorada é a residência oficial do presidente da república.

Em fevereiro de 2011, o presidente recebia um salário mensal de 26 723 reais, juntamente com uma conta de despesas reservadas para cobrir viagens, produtos e serviços no exercício do mandato. O aumento mais recente no salário foi aprovado pelo Congresso em dezembro de 2010 e entrou em vigor em fevereiro de 2011. Tendo em conta que no Brasil todos os trabalhadores do setor privado e público e os funcionários públicos recebem uma remuneração adicional equivalente a um salário mensal, após um ano de trabalho (esta compensação é conhecido como o décimo terceiro salário), o presidente recebe 13 pagamentos por ano, resultando em um salário anual de cerca de 350 mil reais. Os seguintes privilégios são garantidos aos ex-presidentes por lei: segurança permanente realizada por oficiais das forças armadas e polícia federal, até oito funcionários pagos pelo governo e uso de dois carros oficiais.
O Palácio do Planalto, em Brasília é o local de trabalho oficial do presidente, enquanto o Palácio da Alvorada é sua residência oficial; ele tem o direito de usar os funcionários e as instalações do palácio. A Residência Oficial do Torto, popularmente conhecida como "Granja do Torto", é uma fazenda localizada na periferia da capital nacional e é usada como um refúgio do presidente do país. O Palácio Rio Negro, em Petrópolis, Rio de Janeiro, é um retiro de verão do presidente, embora raramente usado. Além disso, a Presidência da República também mantém o Palácio do Jaburu, em Brasília para uso pelo Vice-Presidente da República como sua residência oficial.
Para viagens solo, o presidente usa o carro presidencial, que é uma versão blindada do 2011 do Ford Fusion Hybrid, construído sobre uma plataforma Ford CD3. Um Rolls Royce Silver Wraith de 1952 é usado pelo presidente em ocasiões cerimoniais, tais como comemorações do Dia da Independência, visitas de chefes de Estado e posse do presidente eleito. Uma versão modificada do A319 da Airbus, cuja designação da força aérea é VC-1A, é usado para transportar o presidente em todos os voos internacionais de médio e longo alcance. Dois jatos Embraer 190 modificados, com designação da força aérea VC-2, são usados para as viagens presidenciais de curto e médio alcance. Quando o presidente está a bordo, a aeronave recebe o sinal de chamada "Avião Presidencial Brasileiro". Duas versões militares modificadas do Eurocopter Super Puma, designação da força aérea VH-34, são utilizadas como os principais helicópteros presidenciais.
No Brasil também, a exemplo da tradição ocidental, os presidentes possuem seus brasões de armas em cujas composições heráldicas tem feitura a partir do Brasão Nacional do Brasil e com envoltório montado com as condecorações que os presidentes recebem de outros países e também de condecorações nacionais.

Privilégios presidenciais
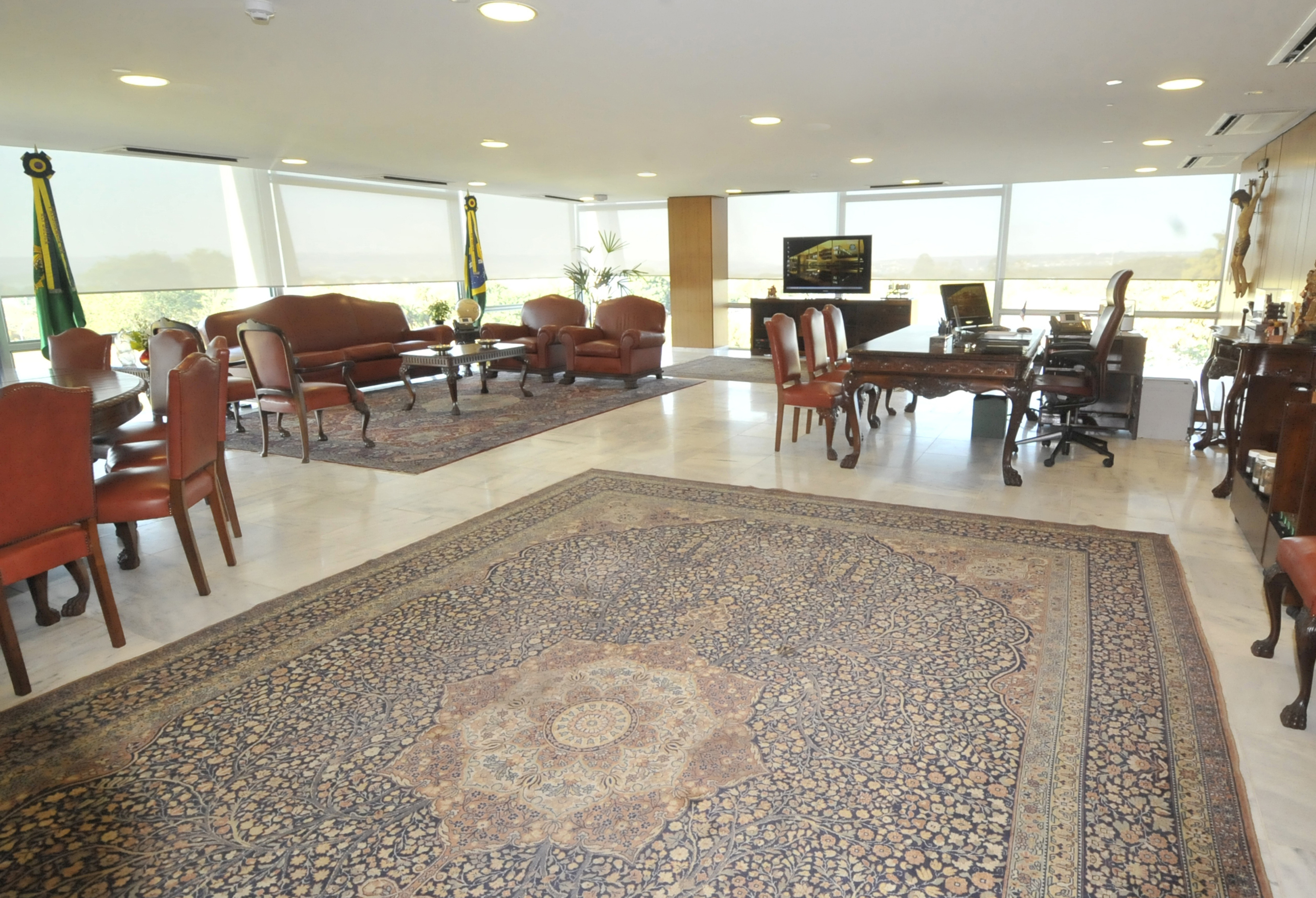
Gabinete Presidencial (como decorado no governo Lula)
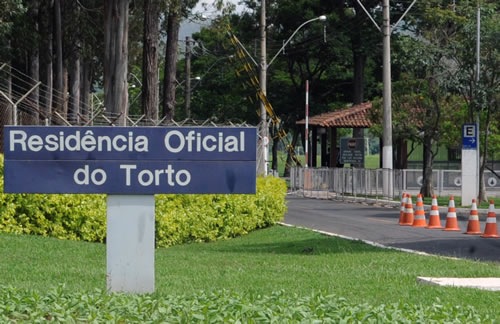
Residência Oficial do Torto
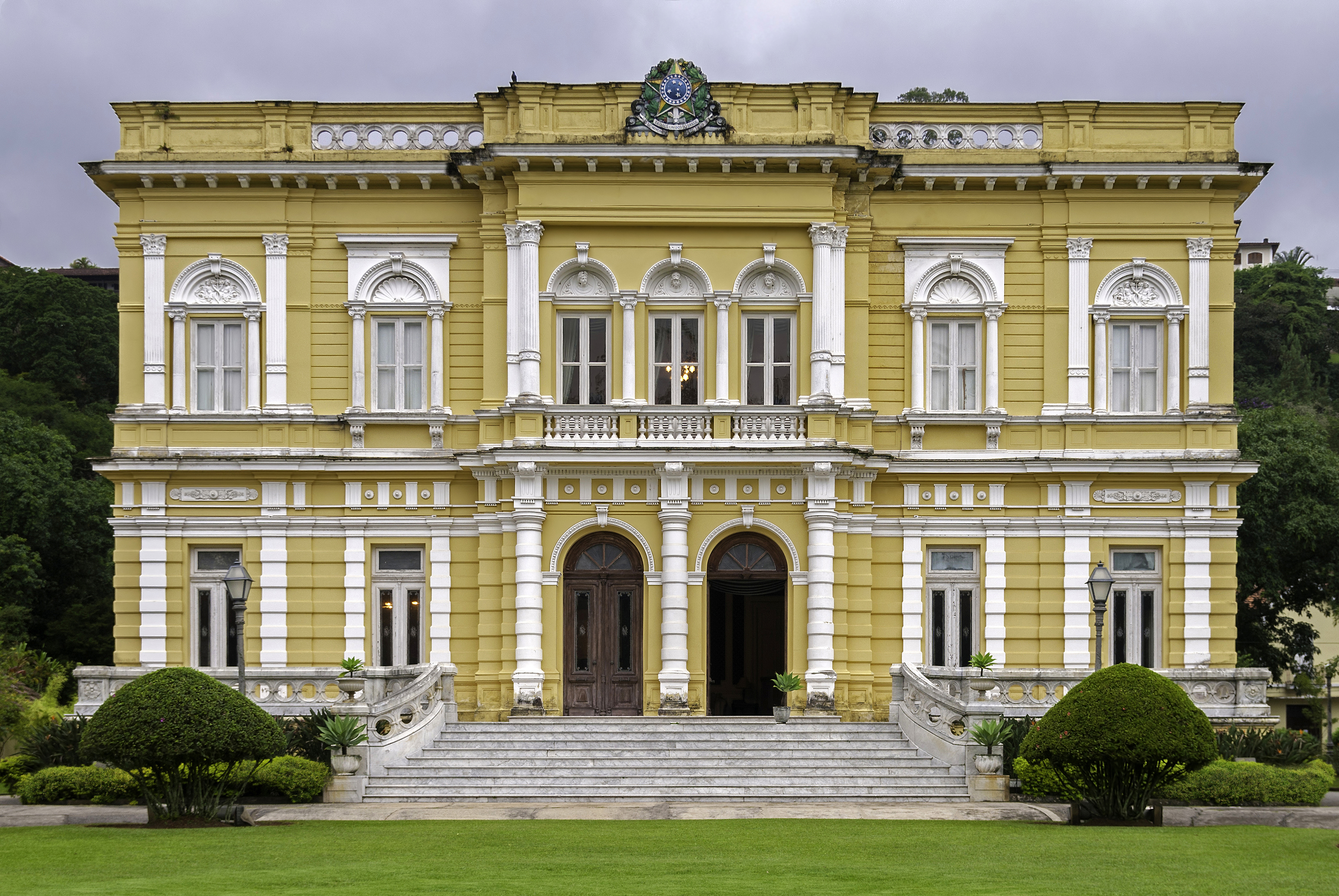
Palácio Rio Negro, em Petrópolis
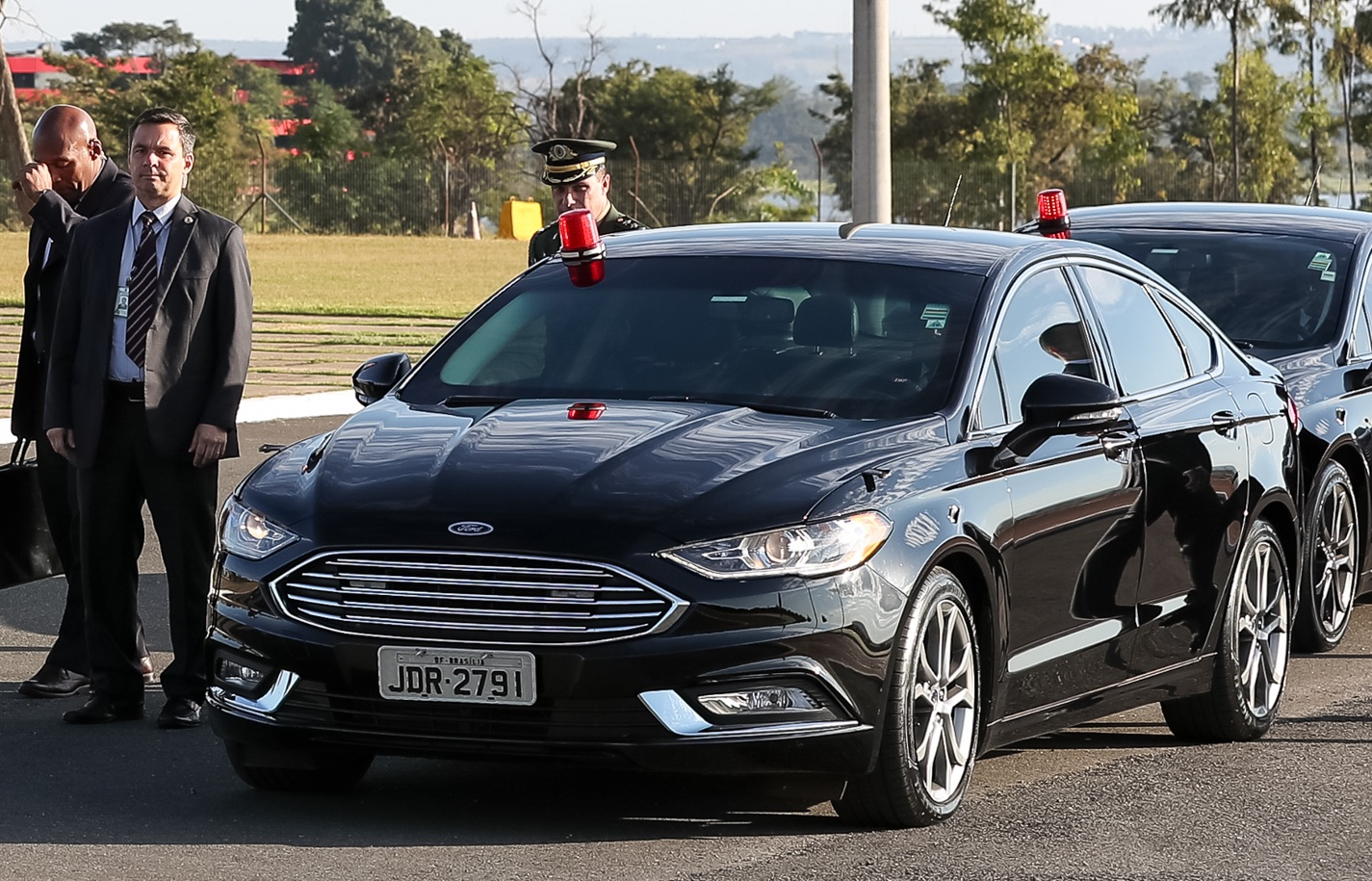
Carro oficial
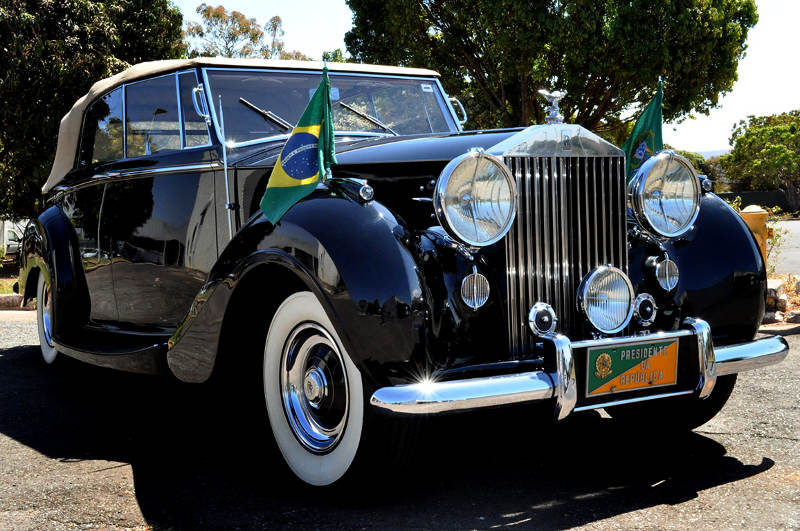
Rolls-Royce cerimonial
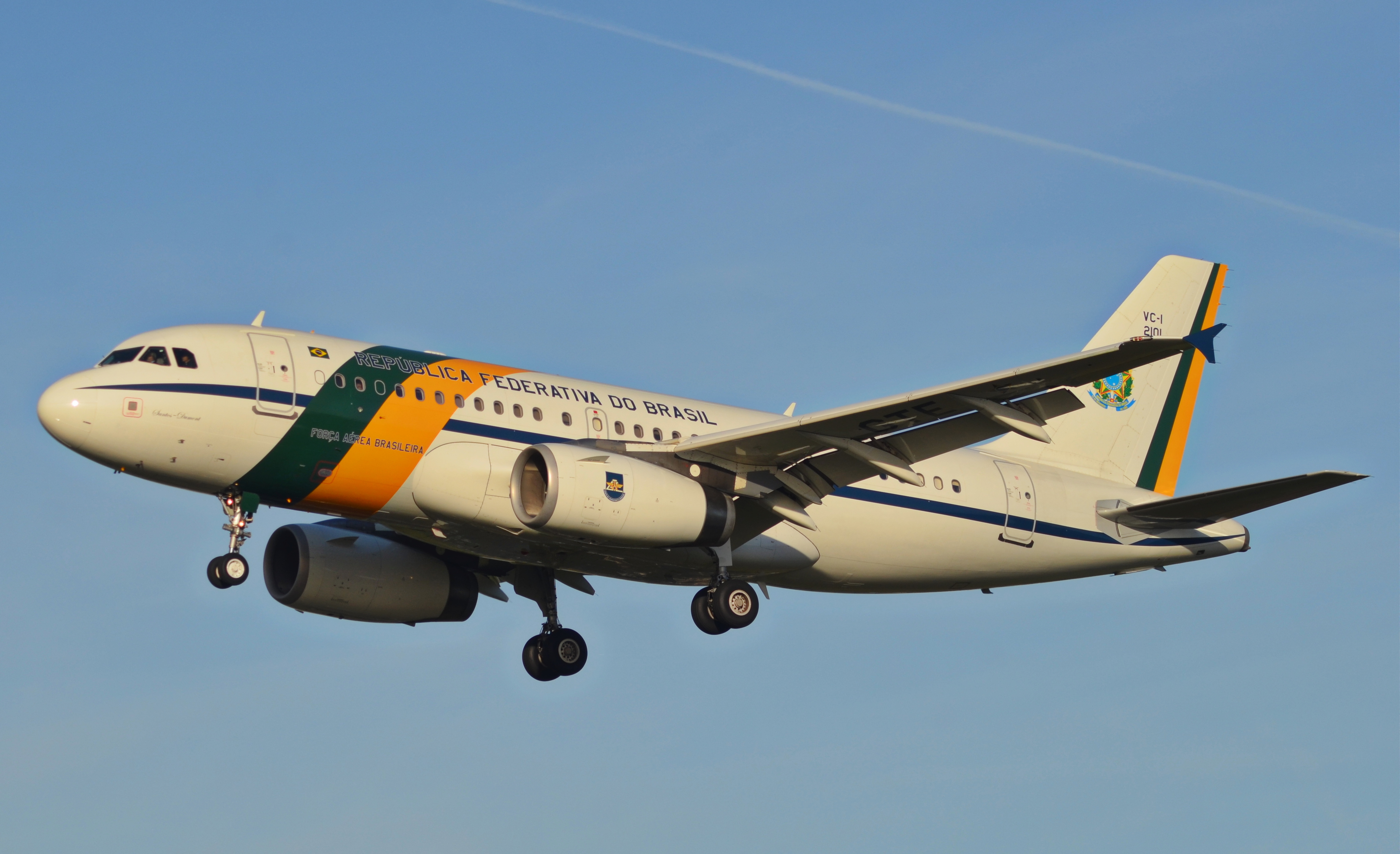
Avião Presidencial VC-1A, para voos internacionais
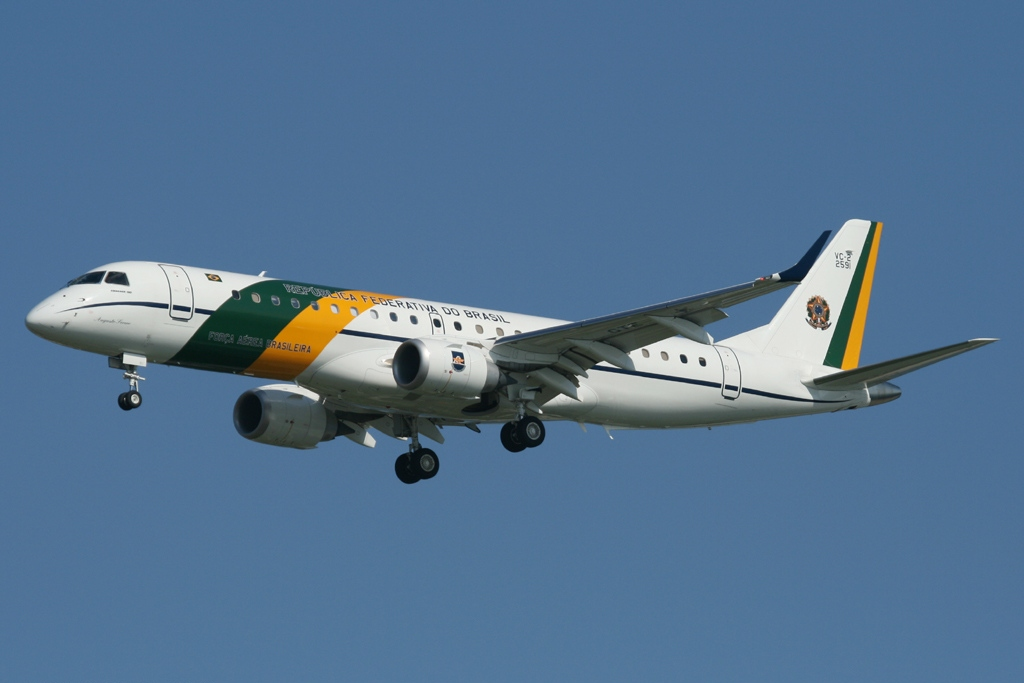
Avião presidencial (VC-2), para voos domésticos
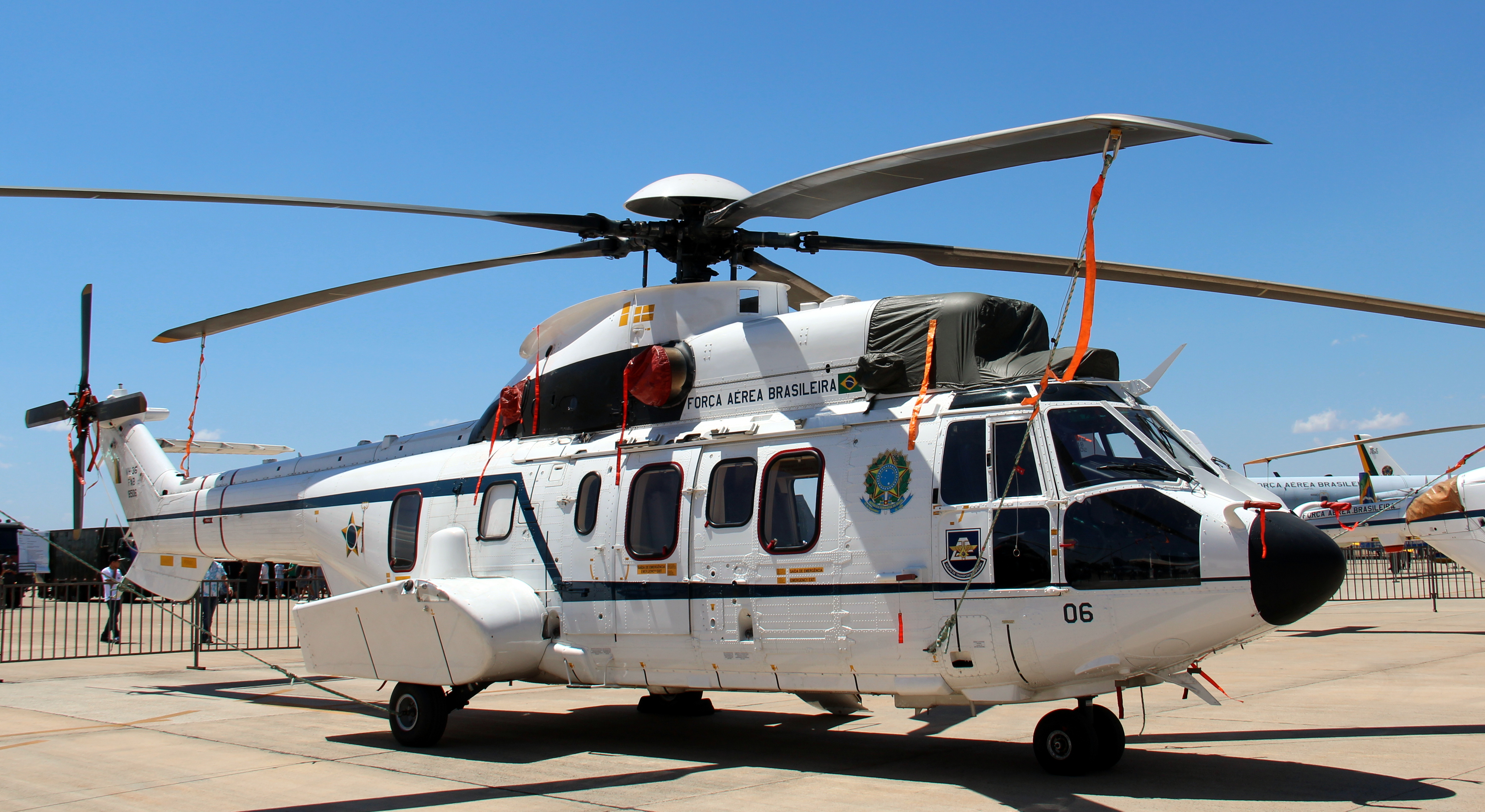
Helicóptero Presidencial (VH-36)

## Transição de poder

### Eleição

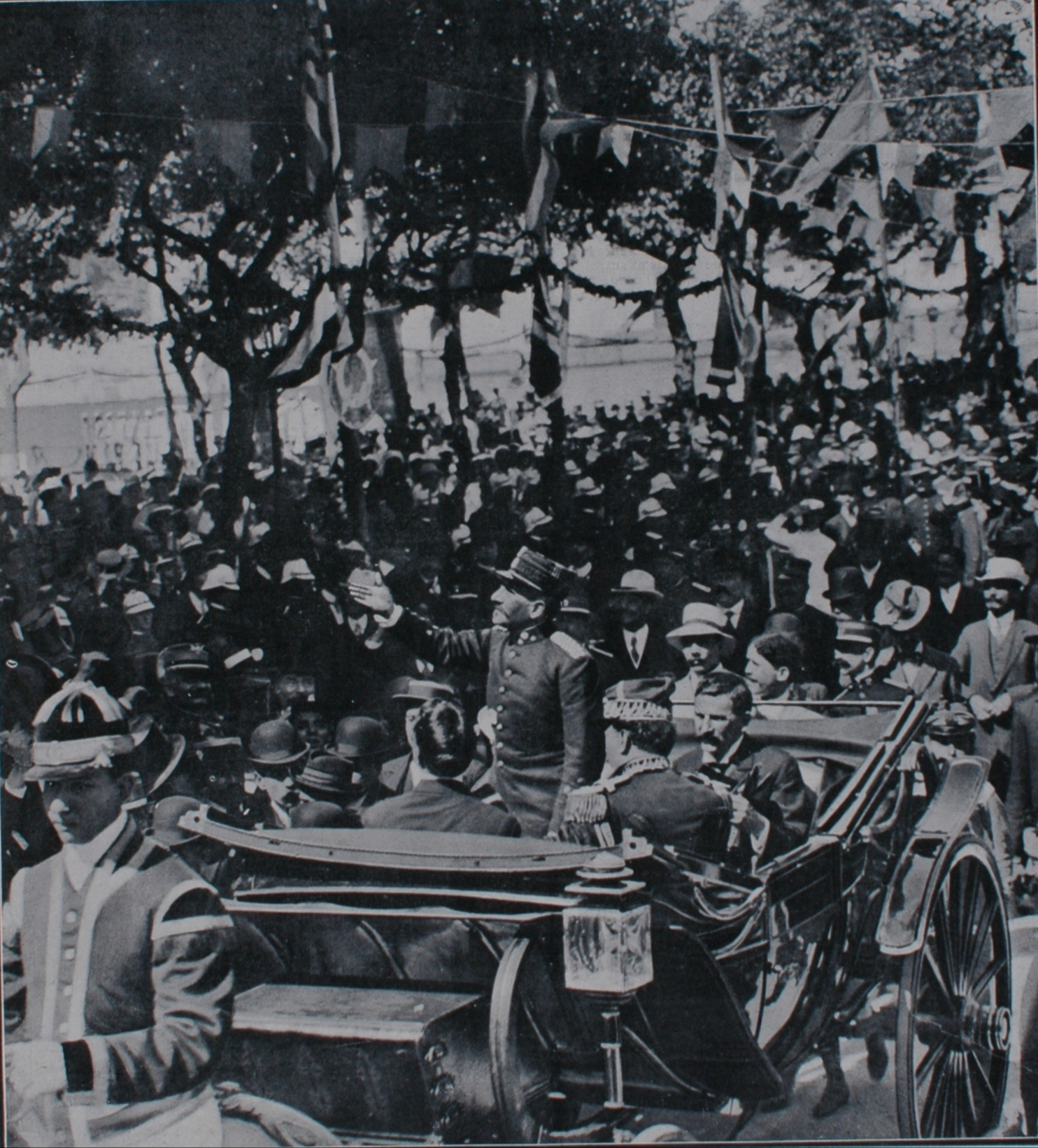
Cerimônia de posse do presidente Hermes da Fonseca em 1910.

Durante a República Velha, de 1894 até 1930, as eleições diretas para eleição do presidente da república eram realizadas em 1 de março, de 4 em 4 anos, e a posse em 15 de novembro. Durante a vigência da Constituição de 1946, as eleições diretas para escolha do presidente se davam, em 3 de outubro, de 5 em 5 anos, e a posse dos presidentes em 31 de janeiro do ano seguinte. Desde a emenda número 25 de 1985 à Constituição de 1967, o presidente da República é eleito diretamente pelo povo. Caso nenhum dos candidatos a presidente obtenha maioria absoluta na primeira votação, realiza-se o segundo turno, em que só poderão concorrer os dois candidatos mais votados no primeiro. A partir da Emenda constitucional número 16, de 1997, passou-se a admitir a reeleição por mais um único período subsequente.
Antigamente, votava-se em separado para o cargo de presidente e o de vice. Por esse motivo João Goulart foi eleito vice duas vezes, de Juscelino e de Jânio, na época adversários políticos. A partir da Emenda Constitucional número 9, de 22 de julho de 1964, candidato a presidente e vice são eleitos conjuntamente por chapa. É necessário que ambos os candidatos estejam inscritos na mesma chapa, mas não necessariamente sejam do mesmo partido. É a chamada coligação partidária. Isso significa que, seja habitual o apoio de um ou mais partidos. Embora isso não seja regra, pois há chapas com candidatos da mesma agremiação, acredita-se que seja muito difícil um presidente ser eleito sem tais coligações. Inicialmente, pelo artigo 77 da Constituição de 1988, a eleição era fixada sempre 90 dias antes do término do mandato vigente. Entretanto, ocorre no 1º domingo do mês de outubro e, se necessário o segundo turno, este acontecerá no último domingo do mesmo mês.

### Presidente eleito

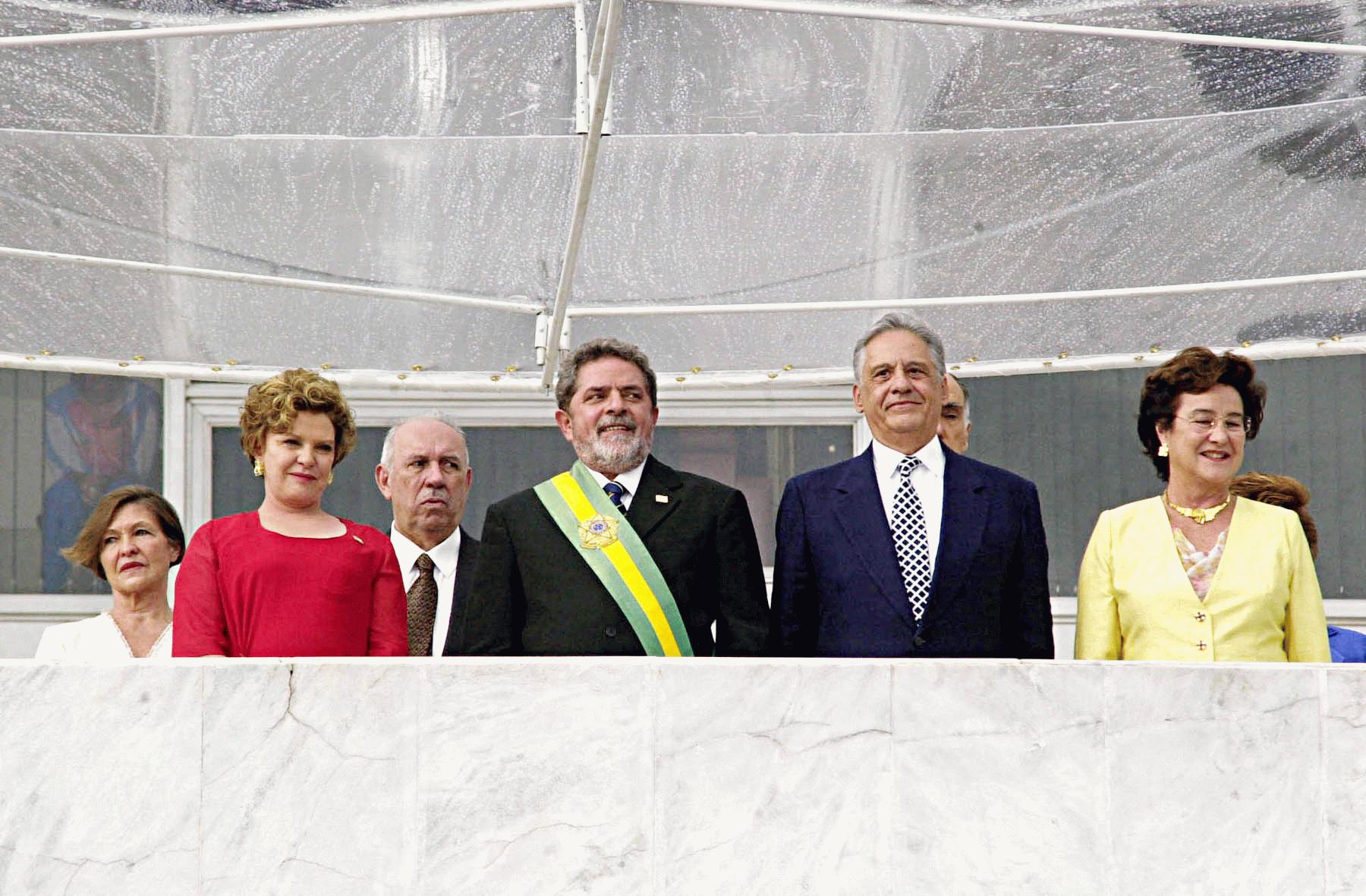
Posse de Luiz Inácio Lula da Silva em 2003.

Ao candidato eleito presidente do Brasil é dado o título de presidente eleito desde a divulgação do resultado das eleições, em primeiro ou segundo turno, até a sua posse, que acontece em Brasília, no dia cinco de janeiro do ano seguinte ao da eleição. O título é concedido de maneira oficial ao ser feita a diplomação dos candidatos a presidente e vice-presidente eleitos, quando se esgota o período de questionamento do resultado das eleições, pelo Tribunal Superior Eleitoral. O título não é concedido quando o candidato é eleito para um segundo mandato, ou seja, é reeleito presidente, uma vez que este já se encontra no exercício da presidência.
De acordo com o artigo 77 da Constituição Federal, é considerado eleito o candidato que obtiver a metade dos votos válidos mais um em eleição realizada no primeiro domingo de outubro. Se nenhum candidato chegar a esta marca, é convocado um segundo turno entre os dois candidatos com a maior quantidade de votos no primeiro turno, a ser realizada no último domingo de outubro. A Constituição determina ainda que o presidente seja eleito para um mandato de quatro anos, com direito a reeleição, iniciado no dia primeiro de janeiro do ano seguinte.
O presidente que estiver deixando o cargo deve reunir uma equipe que trabalhará com a equipe do presidente eleito. Entre a eleição e a posse, ambas as equipes, bem como o presidente ocupante e o eleito, reúnem-se diversas vezes para que o novo governante e seu time possam se adequar a todas as suas futuras obrigações. O processo de transição se inicia no segundo dia útil após o anúncio do resultado da eleição, e termina até dez dias depois da posse do presidente eleito.
Embora não seja previsto por lei, é comum o uso de uma aeronave da Força Aérea Brasileira pelo presidente eleito e sua equipe, assim como uma moradia em Brasília até que o presidente ocupante deixe a residência presidencial oficial, o Palácio da Alvorada. Os presidentes eleitos Luiz Inácio Lula da Silva, em 2002, Dilma Rousseff, em 2010, e Jair Bolsonaro, em 2018, por exemplo, pernoitaram na Granja do Torto como cortesia do presidente ocupante em cada ocasião (Fernando Henrique Cardoso em 2002, Lula em 2010 e Michel Temer em 2018).

### Posse

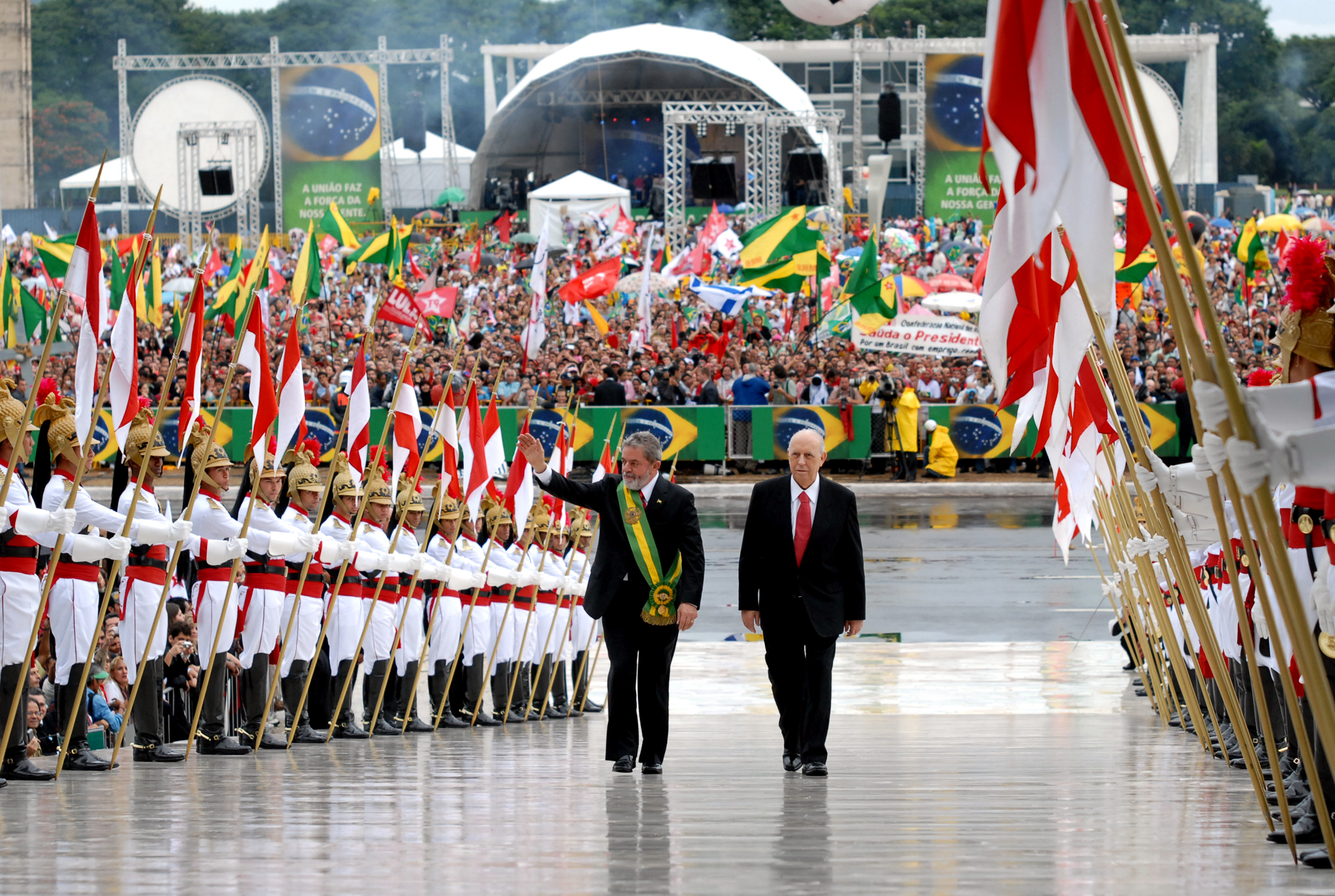
Posse do segundo mandato de Lula em 2007.

A posse é marcada para 5 de janeiro do ano seguinte à eleição, tendo os eleitos um prazo legal de dez dias, após esta data, para se apresentarem ao Congresso Nacional. Caso essa apresentação não ocorra, os cargos serão declarados vagos. Não há registros na História Brasileira de um presidente que não tenha se apresentado na data da posse.
Todavia, nem sempre foi assim. No início da República, os presidentes tomavam posse no dia 15 de novembro, dia da Proclamação da República do Brasil. A data da posse já foi alterada para 31 de janeiro, 15 de março, 1º de janeiro e, por último, 5 de janeiro, através da emenda constitucional 111, de 28 de setembro de 2021, que alterou a data de posse a partir de 2027. Devido à instabilidade política e a infinidade de sucessores, com mandatos de curta duração, muitos presidentes não tomaram posse nas datas citadas. Os eleitos são diplomados pelo Tribunal Superior Eleitoral e são empossados pelo presidente do Senado Federal. Normalmente, a solenidade se inicia com uma missa na Catedral de Brasília. Depois continua no Congresso, onde os eleitos fazem um juramento à Nação. Já empossados, os novos presidente e vice seguem no carro oficial do cerimonial, um conhecido Rolls-Royce, até o Palácio do Planalto, onde sobem a Rampa e o titular recebe a Faixa Presidencial do antecessor. Feito isso, tem início a nomeação dos novos ministros de Estado, começando pelo Ministro da Justiça, que se encarrega de dar segmento legal à Cerimônia. Presidente e vice devem seguir para o Parlatório do Palácio do Planalto e cumprimentar o povo. À noite há um coquetel no Palácio do Itamaraty para os convidados da cerimônia.

### Sucessão e substituição

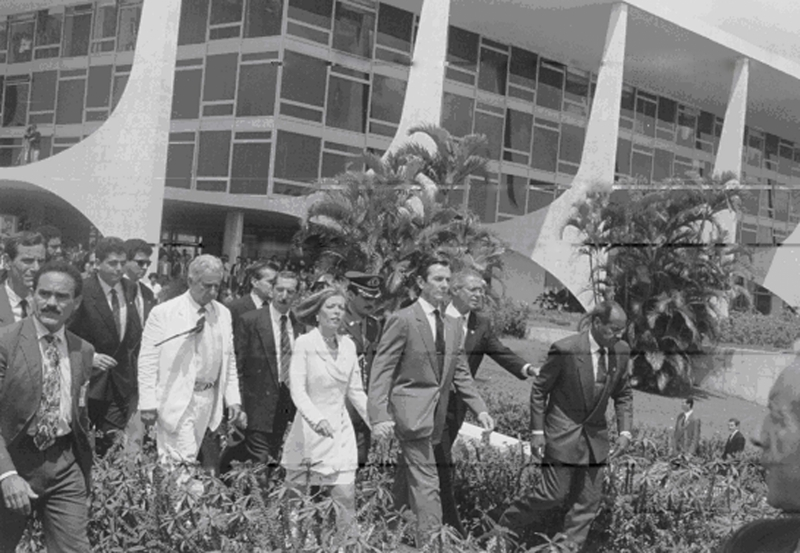
Fernando Collor deixou a presidência após sofrer um processo de impeachment.

A linha de sucessão presidencial do Brasil é uma ordem de sucessão que define quem substitui ou sucede o presidente da República Federativa do Brasil mediante morte, incapacidade, suspensão, renúncia, impedimento ou viagem do presidente titular. A Constituição Federal, em seu artigo 79, estabelece que o vice-presidente sucede definitivamente o presidente quando este morre, renuncia ou é removido do cargo. Depois dele, também fazem parte da linha sucessória os presidentes da Câmara dos Deputados, do Senado Federal e do Supremo Tribunal Federal (STF), conforme o artigo 80. Entretanto, estes três últimos apenas substituem temporariamente o presidente, não cabendo-lhes a sucessão em definitivo.
O vice-presidente e as outras pessoas listadas na linha de sucessão, de acordo com a ordem constitucional de preferência, também atuam como presidente interino quando o titular está sob incapacidade, suspenso devido a um processo de impeachment ou quando viaja para o exterior. No Brasil, o cargo de vice-presidente permanece vago até as próximas eleições quando o titular morre, renuncia, é afastado do cargo ou sucede o presidente da República. Normalmente, a eleição presidencial é realizada a cada quatro anos e os eleitores elegem o presidente e o vice-presidente da República. Se ambos os cargos ficarem vagos nos dois primeiros anos de mandato, uma eleição popular é realizada no prazo de noventa dias. Se ambas as vacâncias ocorrerem nos últimos dois anos, o Congresso Nacional deve realizar uma eleição indireta dentro de trinta dias para eleger o presidente e o vice.

## Lista de titulares
A listagem abaixo engloba como presidentes do Brasil, somente os candidatos eleitos que tomaram posse de seu mandato, excluindo, portanto, três presidentes e um vice-presidente da contagem oficial. Sendo eles em ordem cronológica:
- Rodrigues Alves, morreu antes da posse de seu segundo mandato, vítima da gripe espanhola que agravou seu quadro já existente de anemia perniciosa. Seu vice Delfim Moreira assumiu então.
- Júlio Prestes, embargado pela junta militar de 1930 que pôs no cargo Getúlio Vargas e iniciou, homonimamente, a Era Vargas.
- Pedro Aleixo, foi embargado pela junta militar em 1969, enquanto era vice-presidente do Costa e Silva que estava afastado por motivos de saúde.
- Tancredo Neves, morreu em 21 de abril de 1985 sem de tomar posse, em decorrência do agravamento de um problema infeccioso, sendo sucedido pelo seu vice-presidente José Sarney.[70]

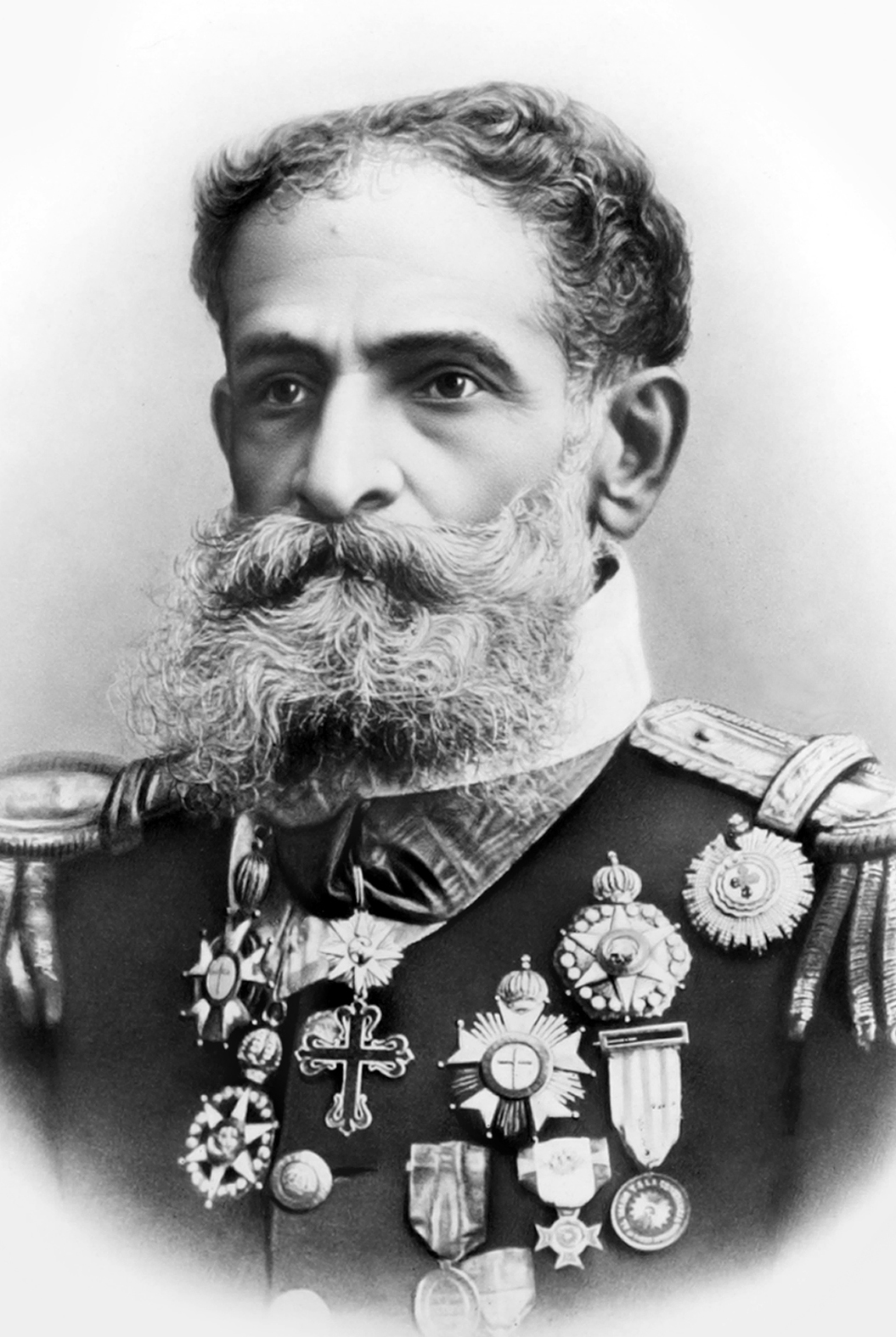
1.º Deodoro da Fonseca 1889–1891
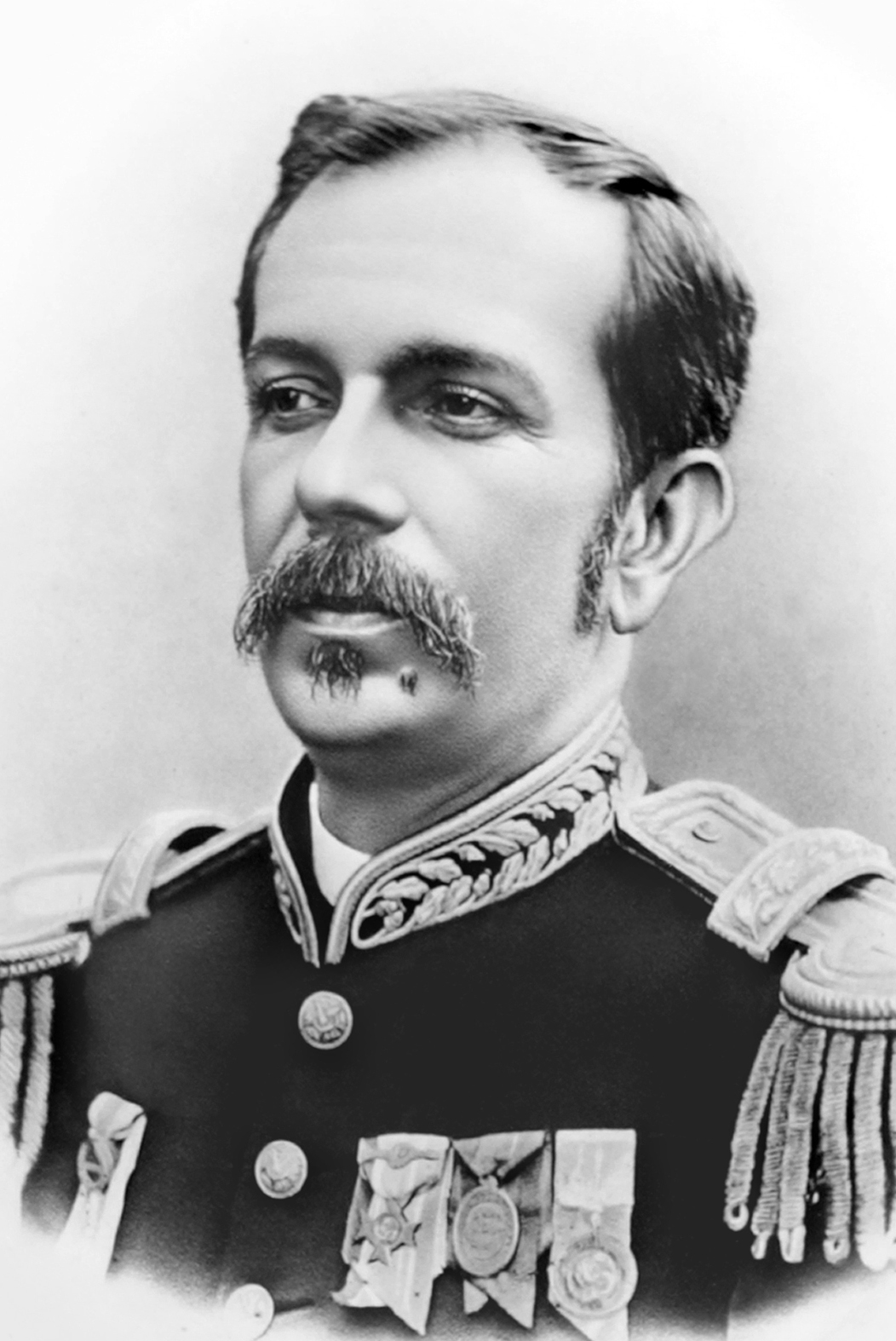
2.º Floriano Peixoto 1891–1894
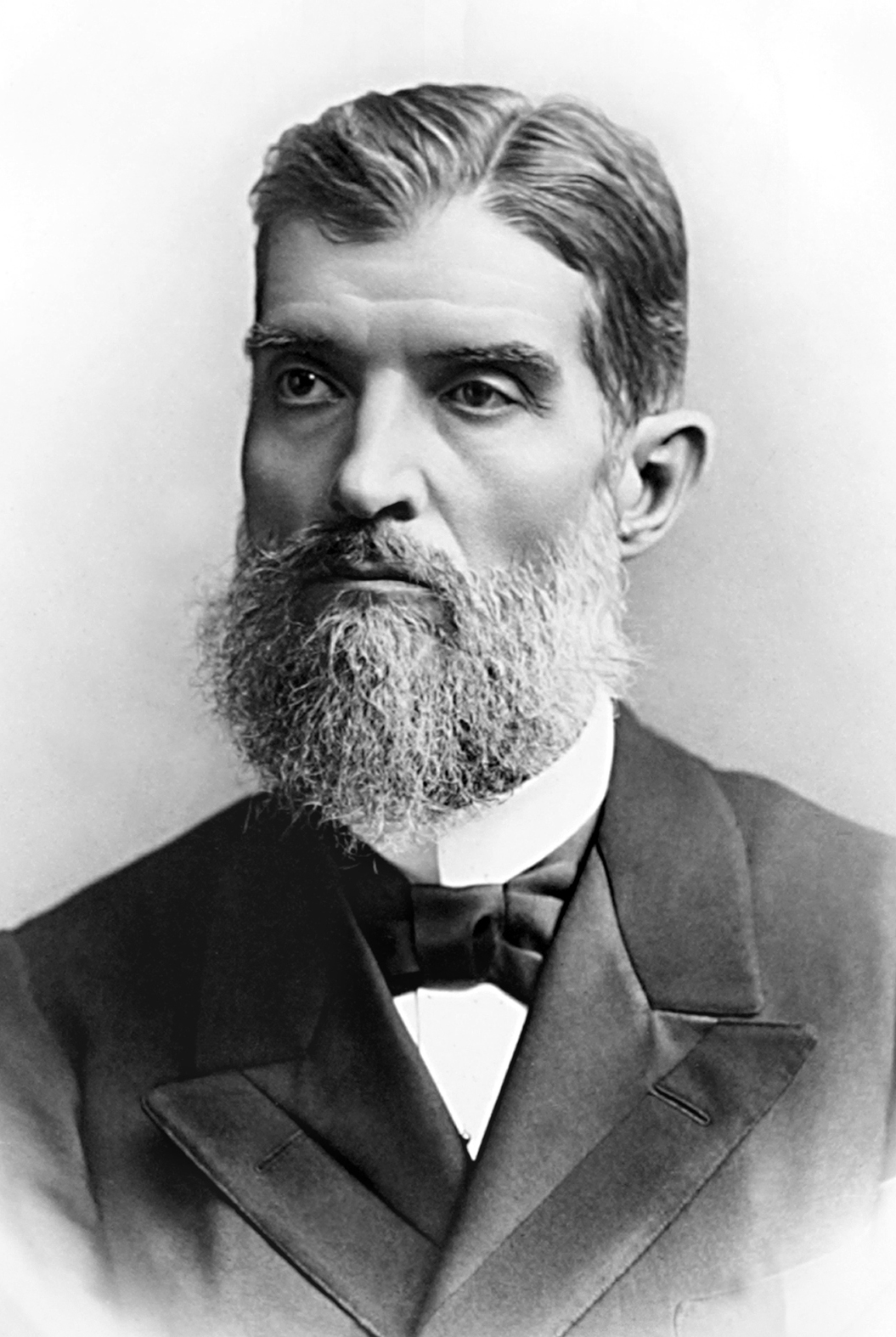
3.º Prudente de Morais 1894–1898
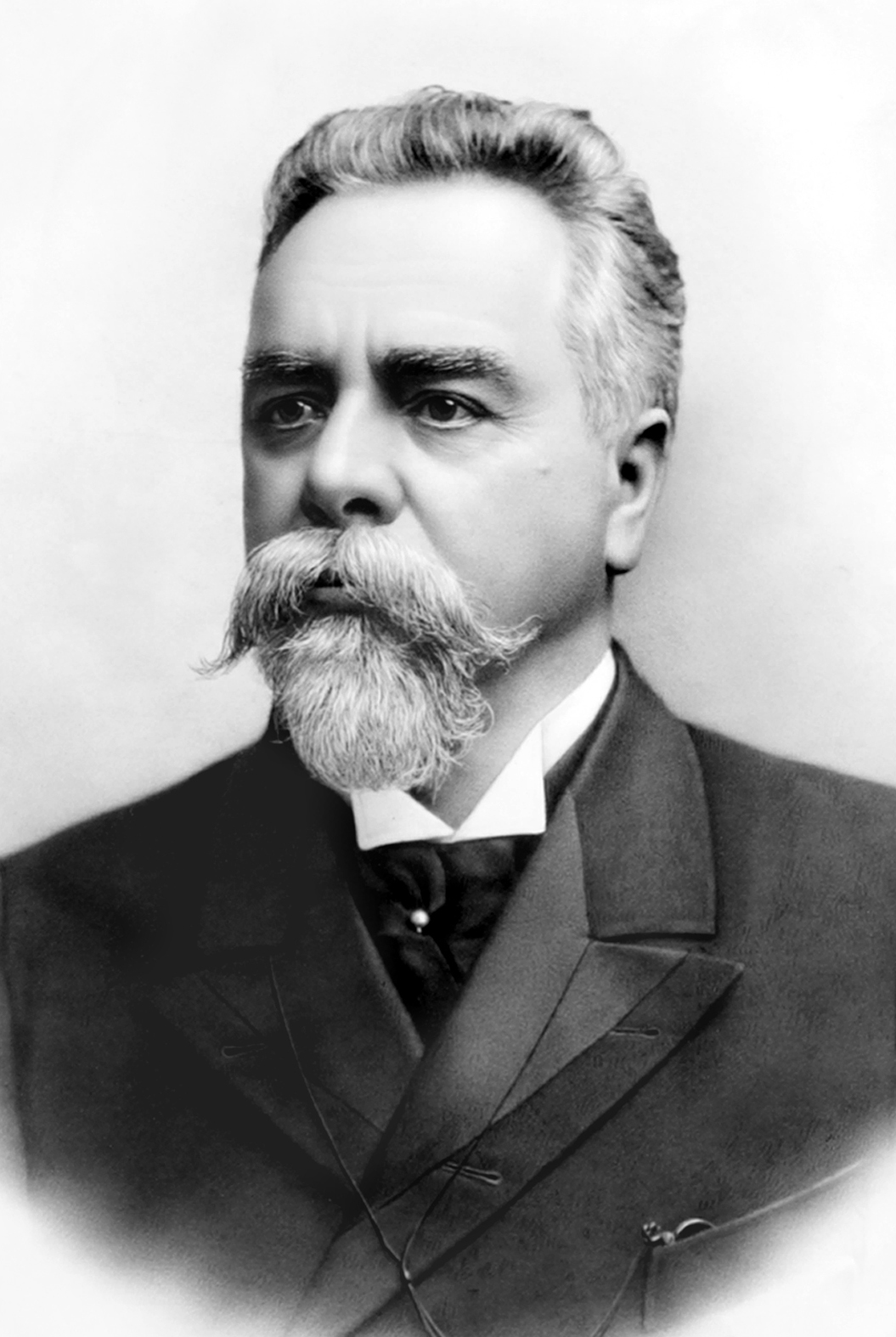
4.º Campos Sales 1898–1902
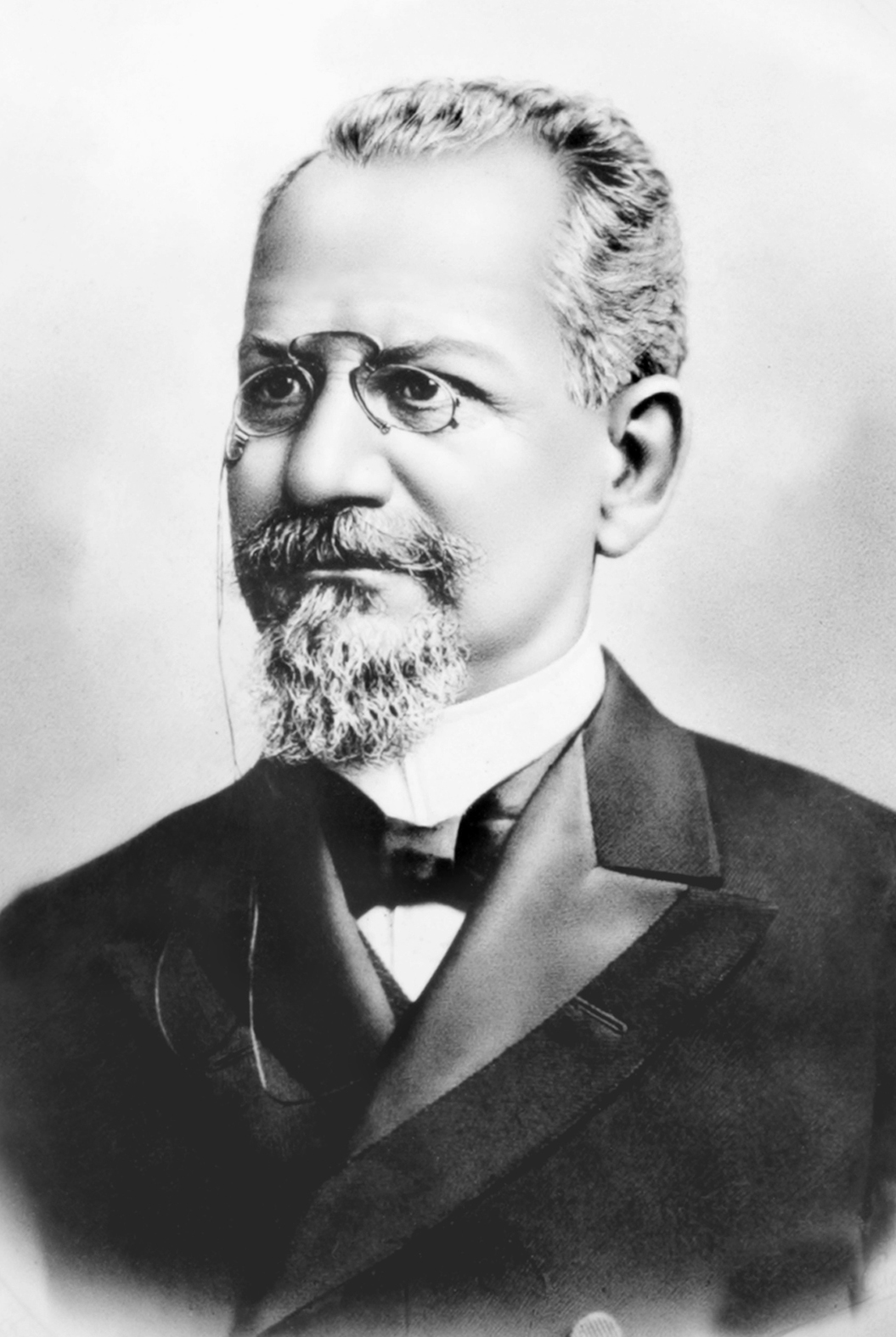
5.º Rodrigues Alves 1902–1906
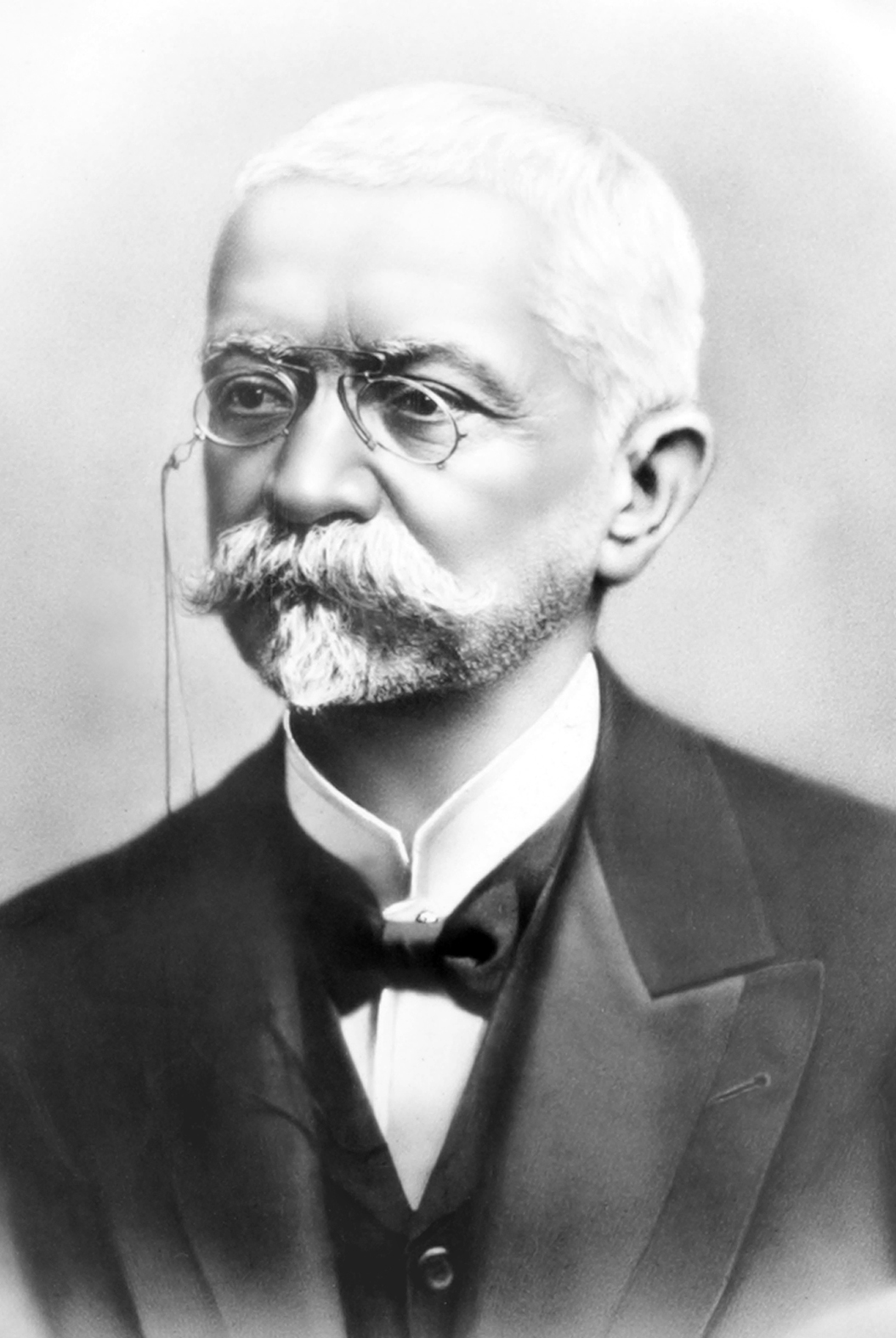
6.º Afonso Pena 1906–1909
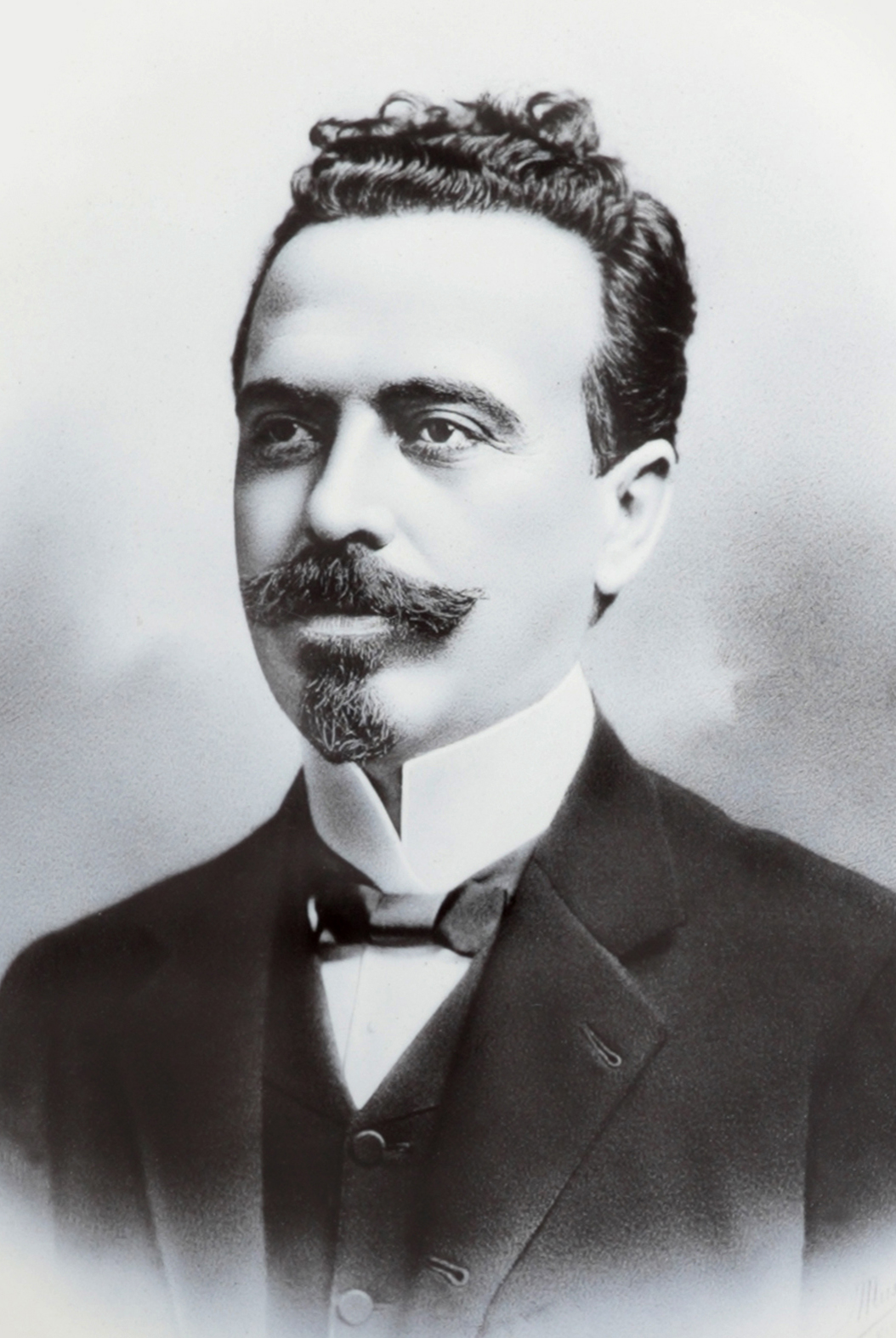
7.º Nilo Peçanha 1909–1910
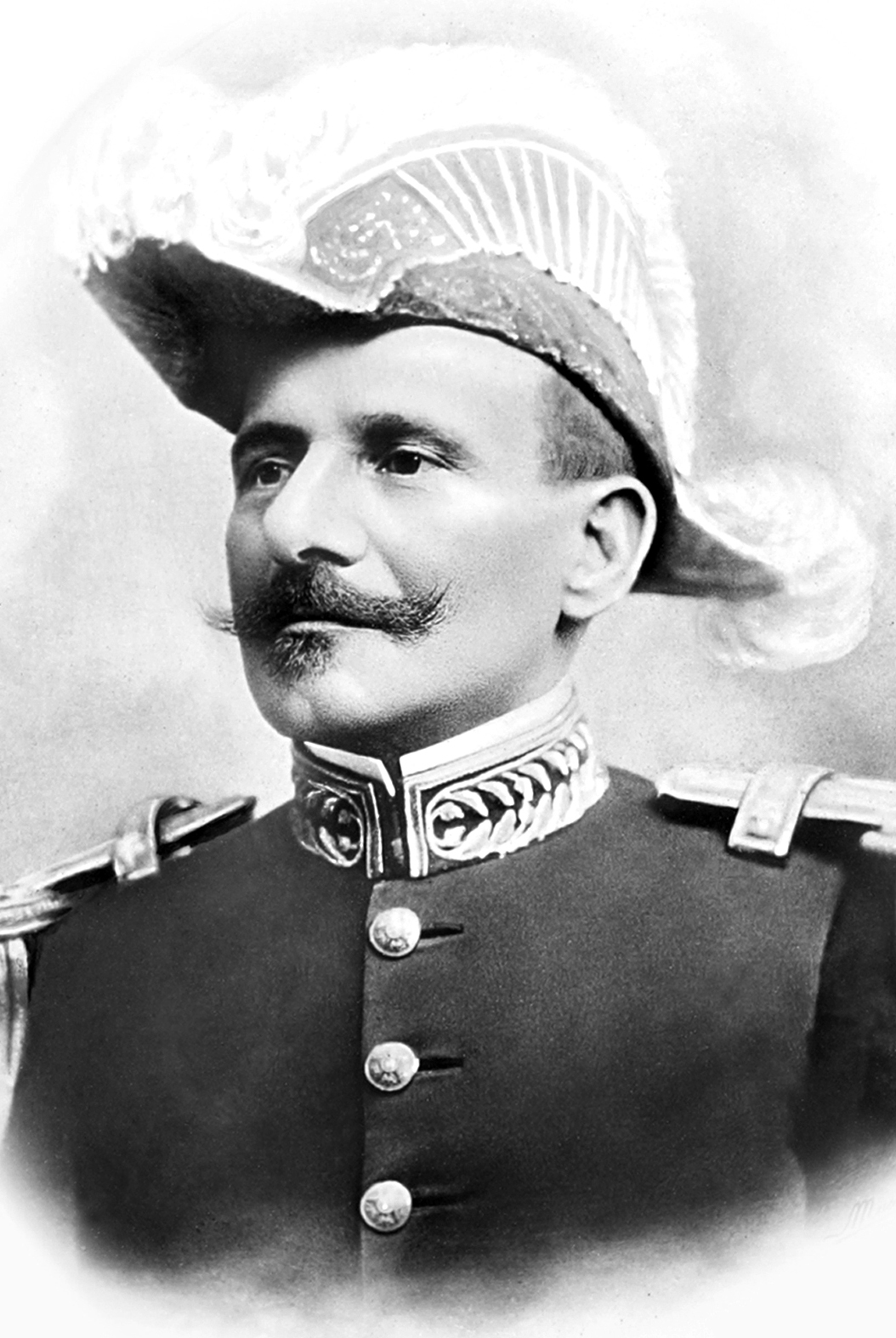
8.º Hermes da Fonseca 1910–1914
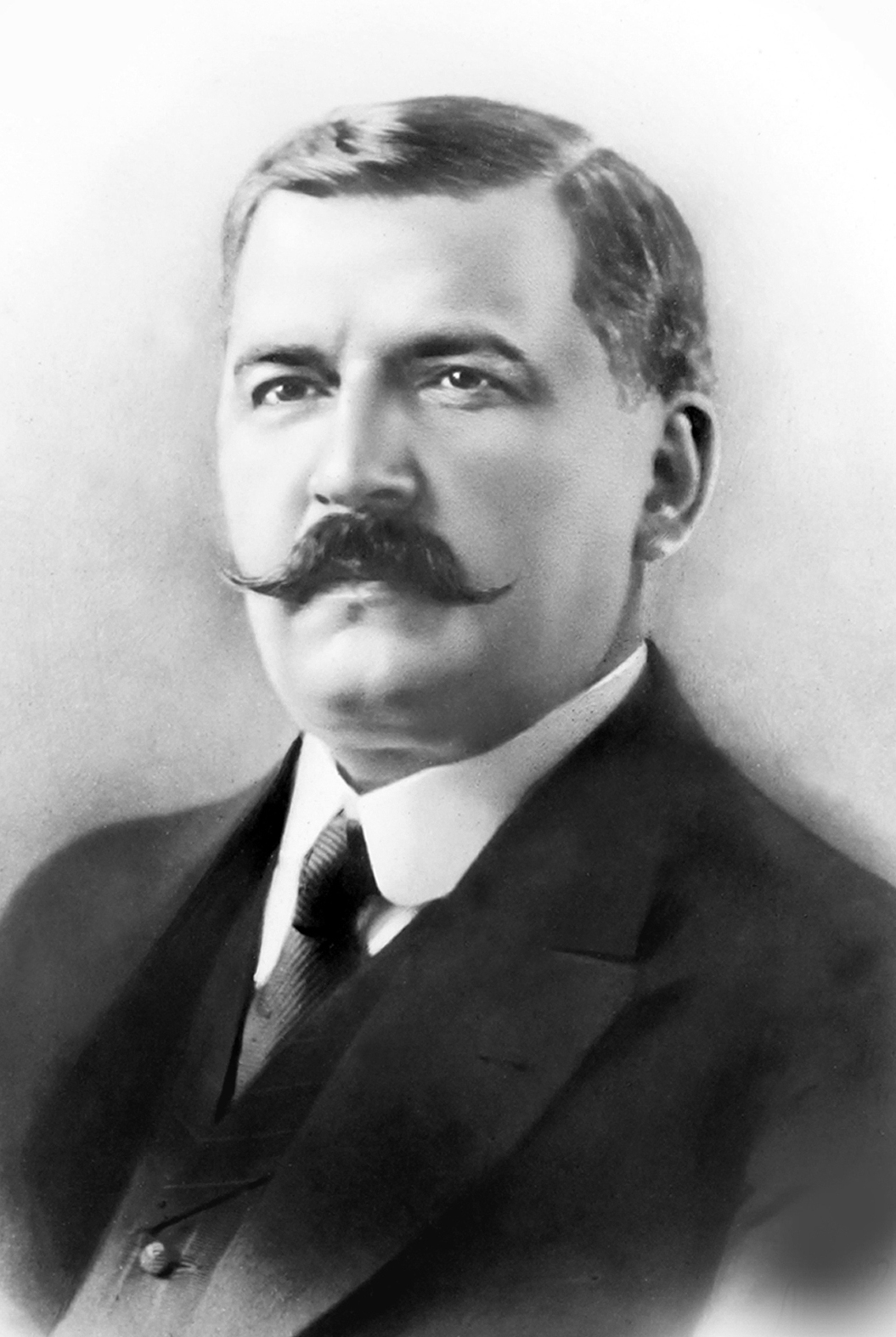
9.º Venceslau Brás 1914–1918
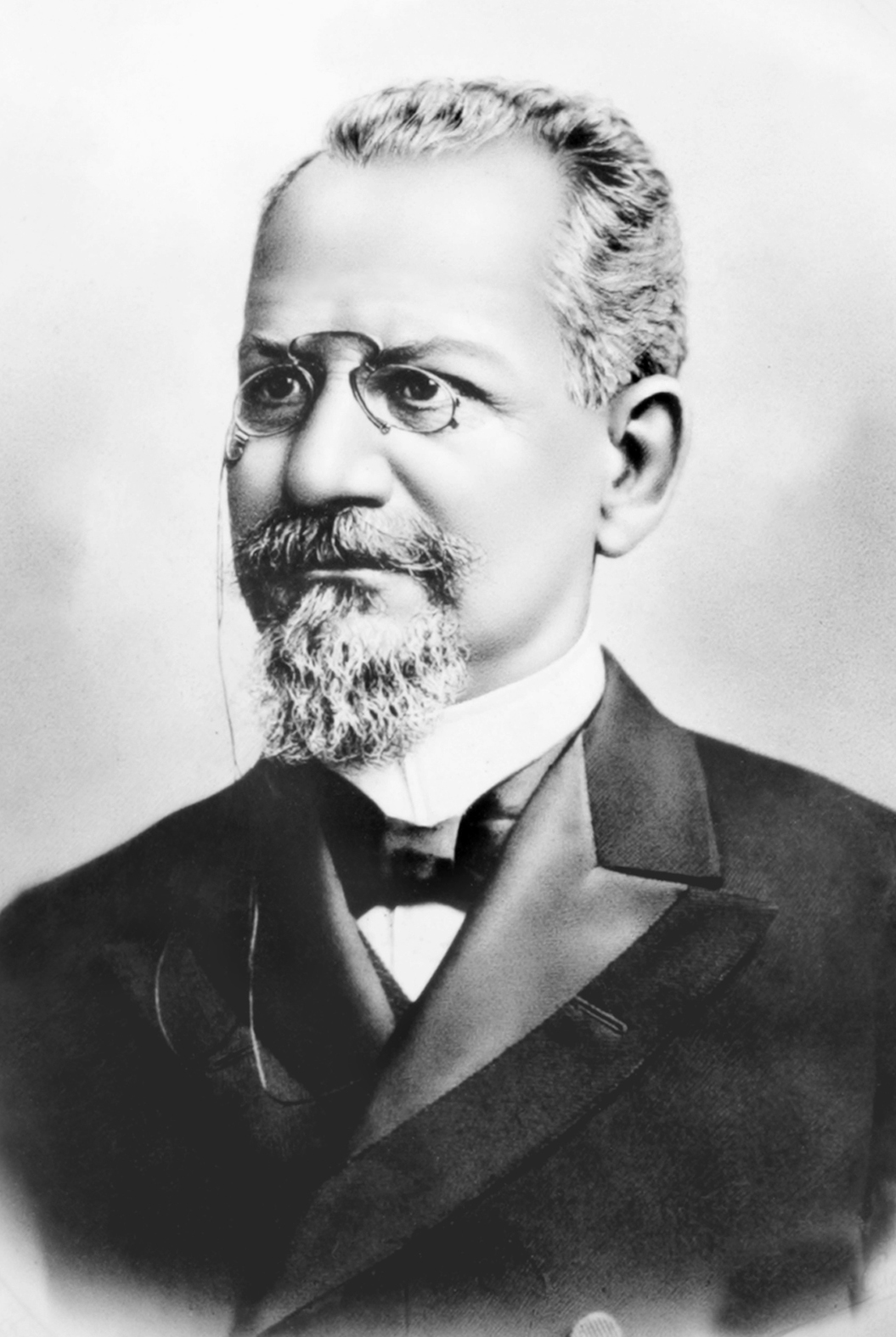
· Rodrigues Alves não tomou posse
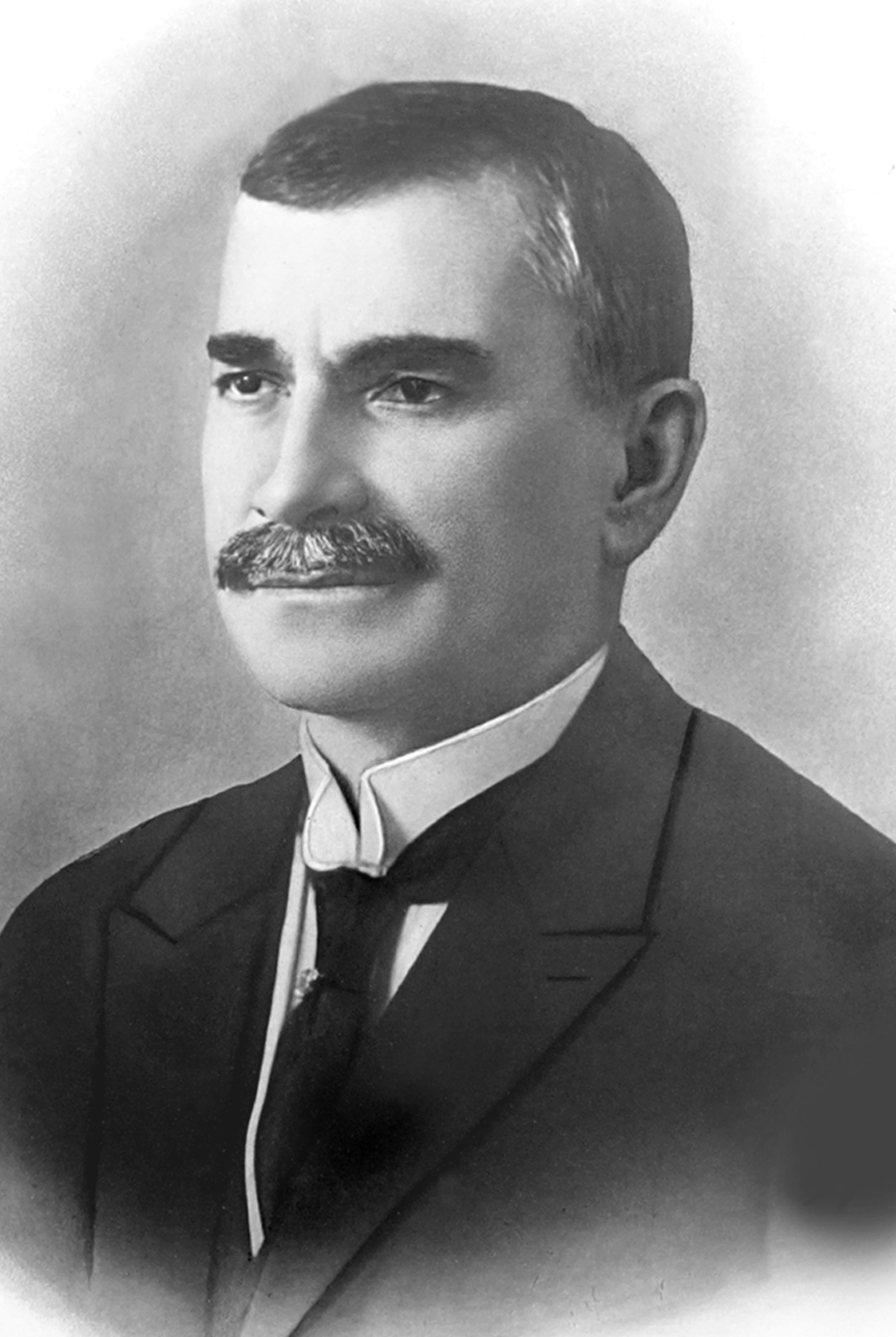
10.º Delfim Moreira 1918–1919
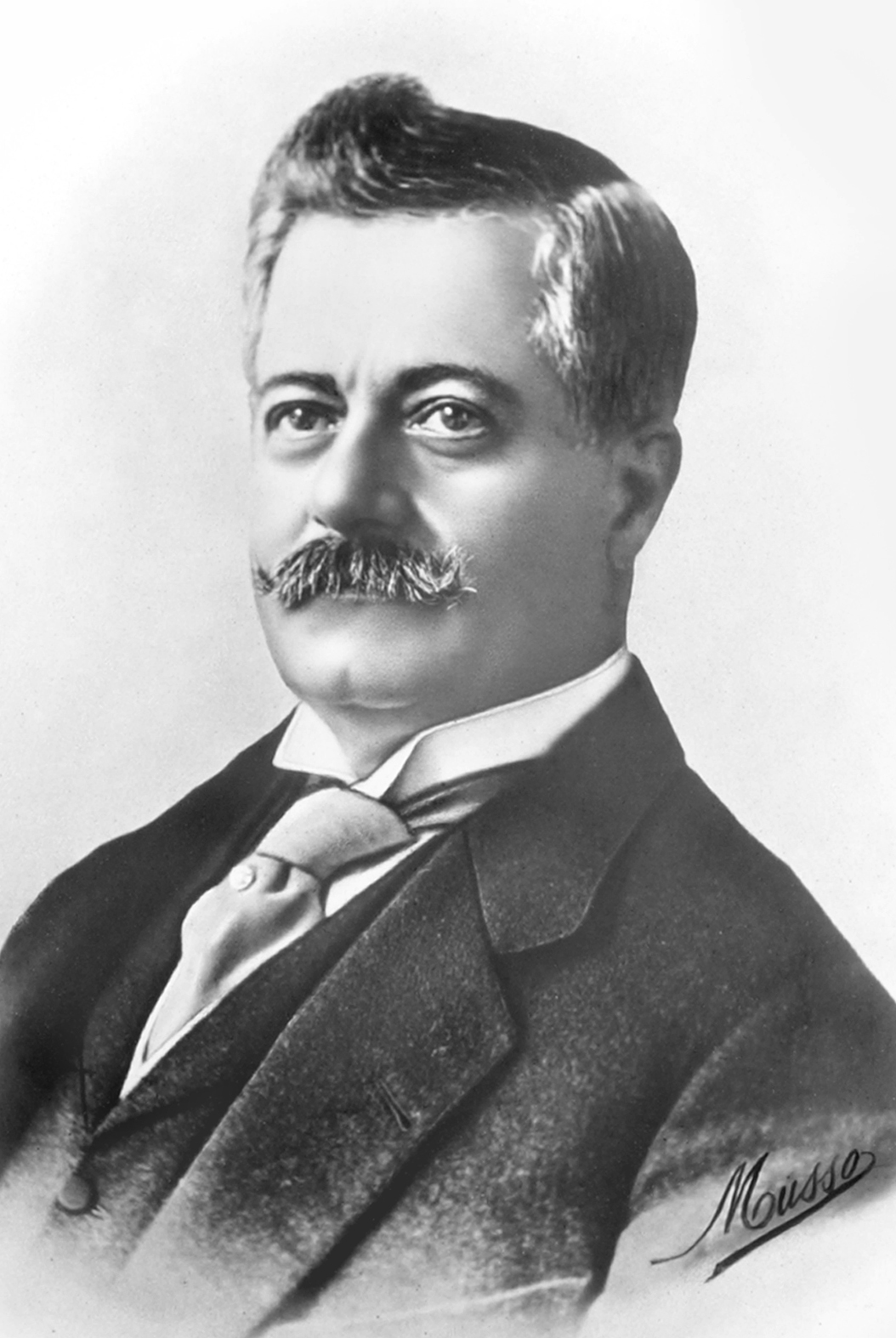
11.º Epitácio Pessoa 1919–1922
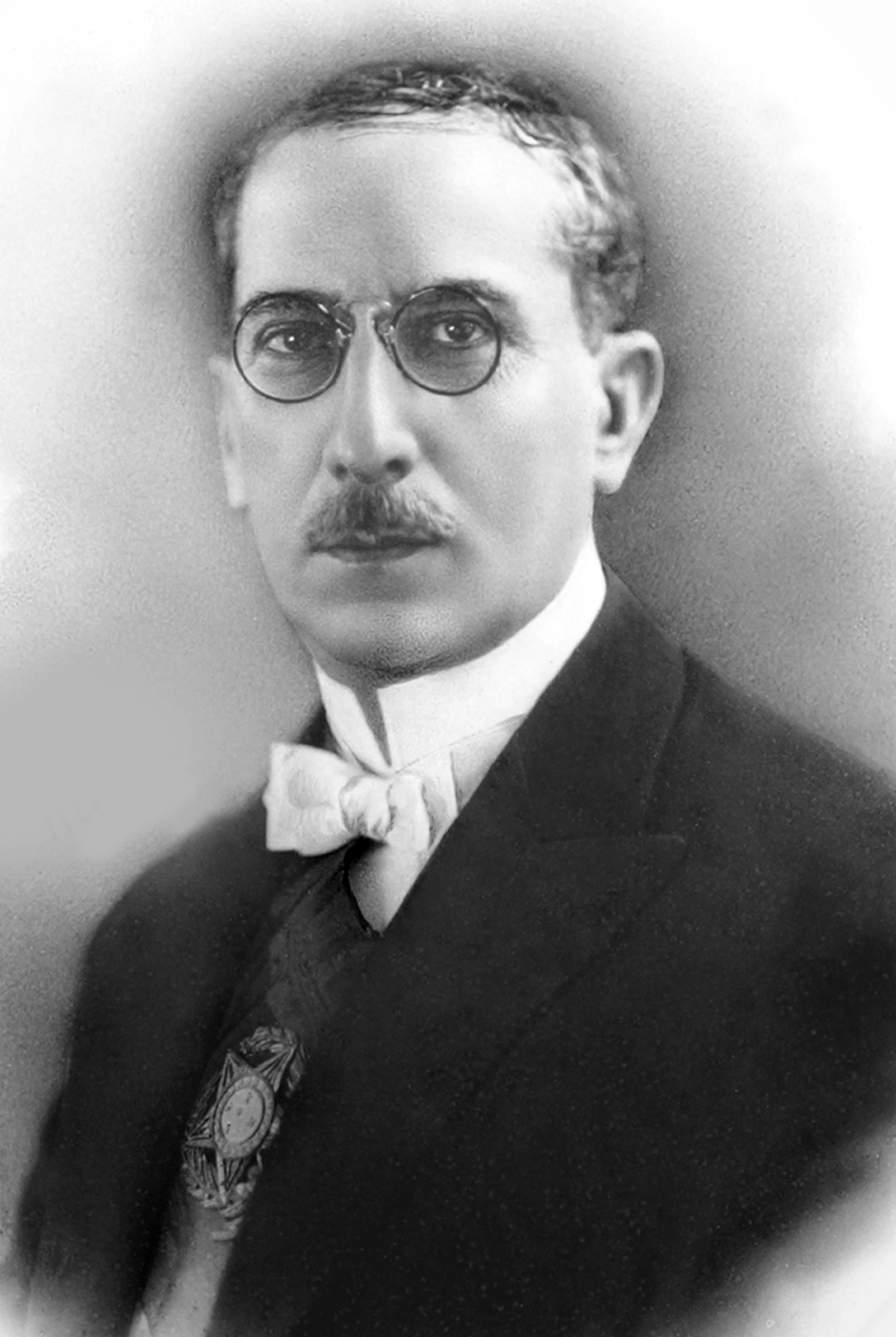
12.º Artur Bernardes 1922–1926
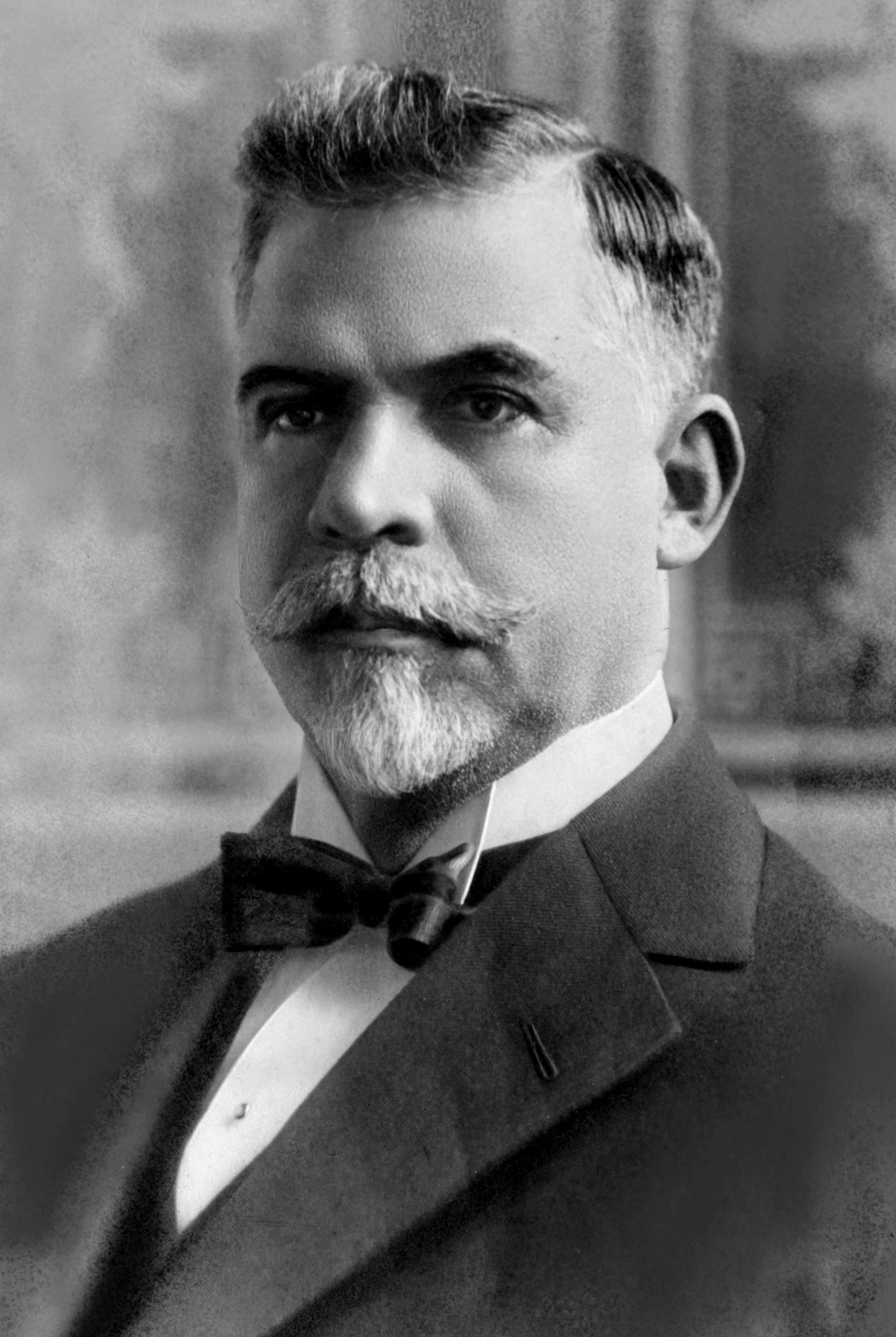
13.º Washington Luís 1926–1930
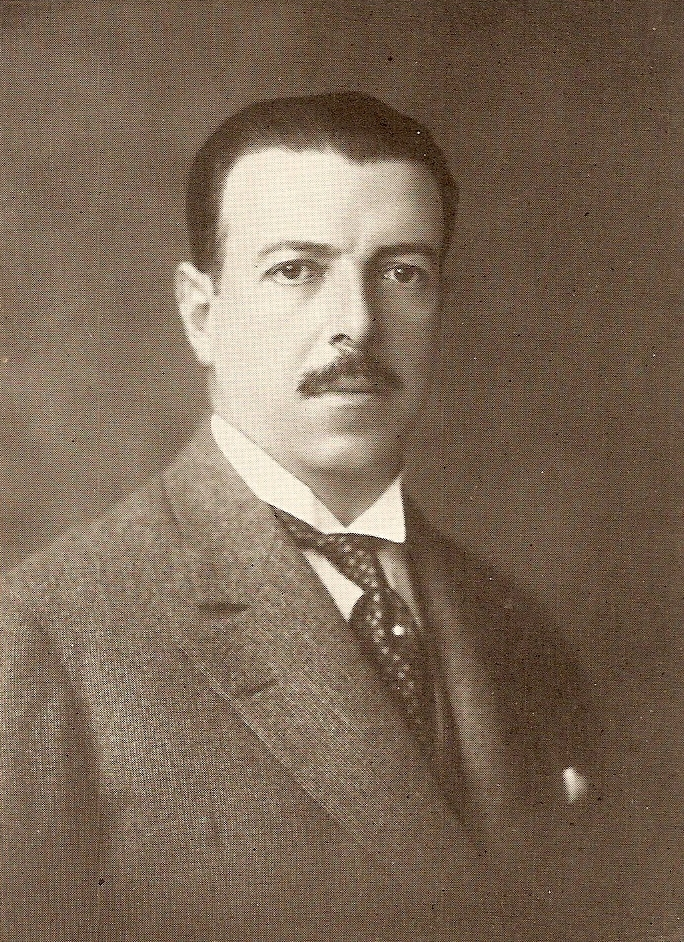
· Júlio Prestes não tomou posse
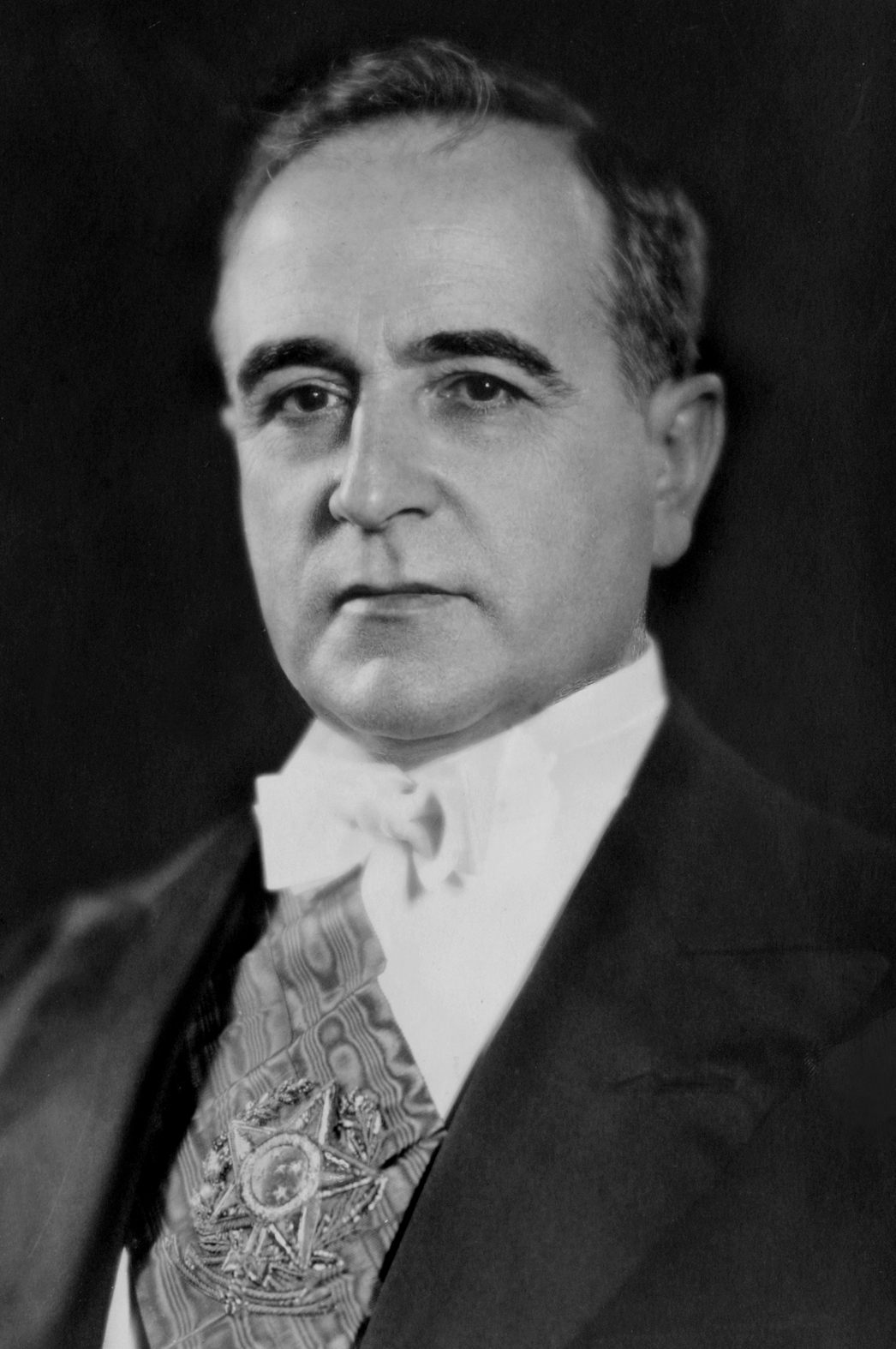
14.º Getúlio Vargas 1930–1945
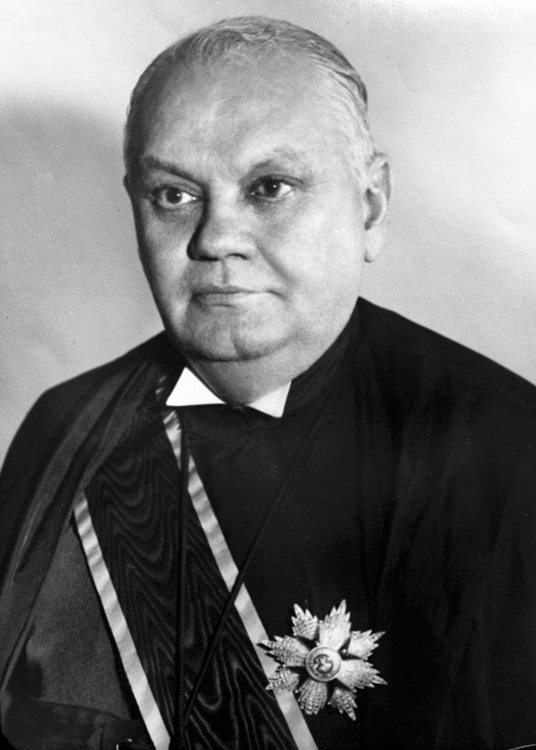
15.º José Linhares 1945–1946
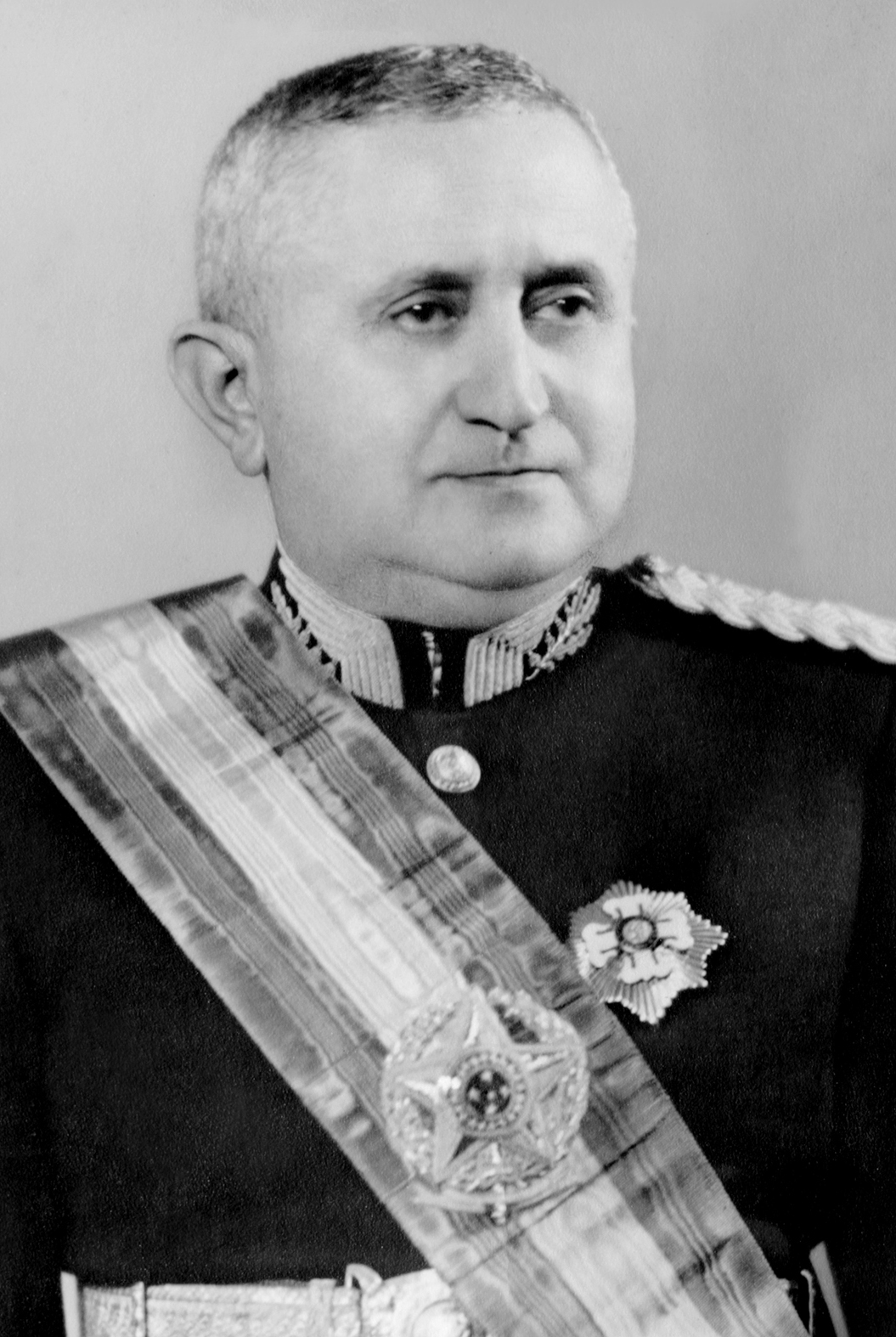
16.º Gaspar Dutra 1946–1951
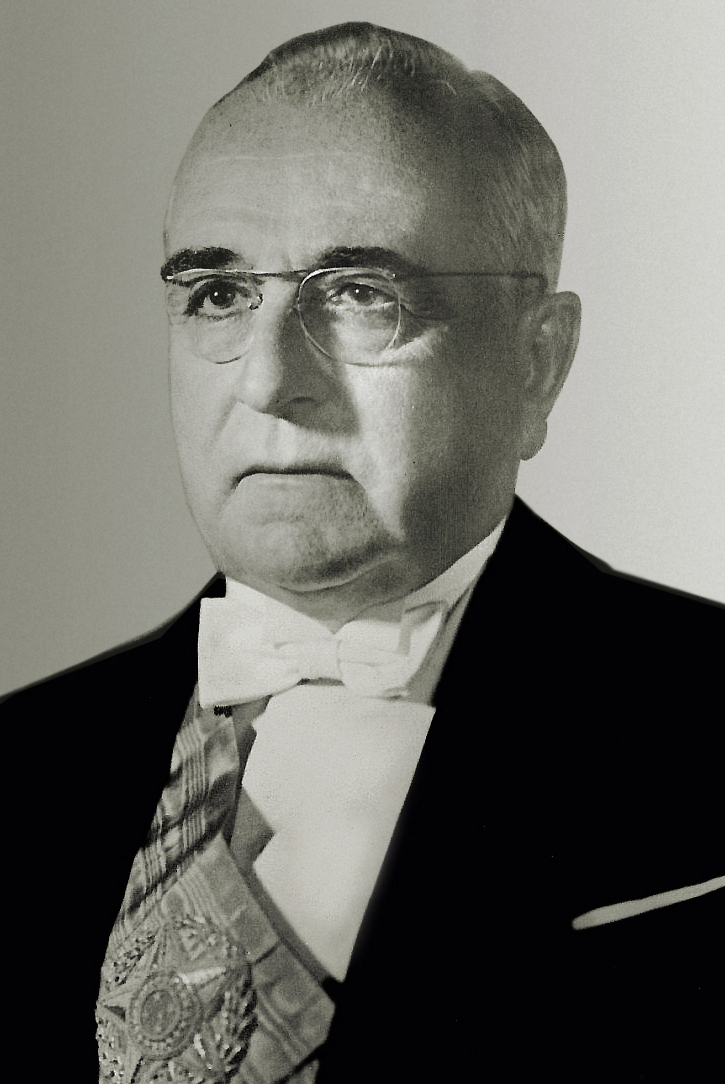
17.º Getúlio Vargas 1951–1954
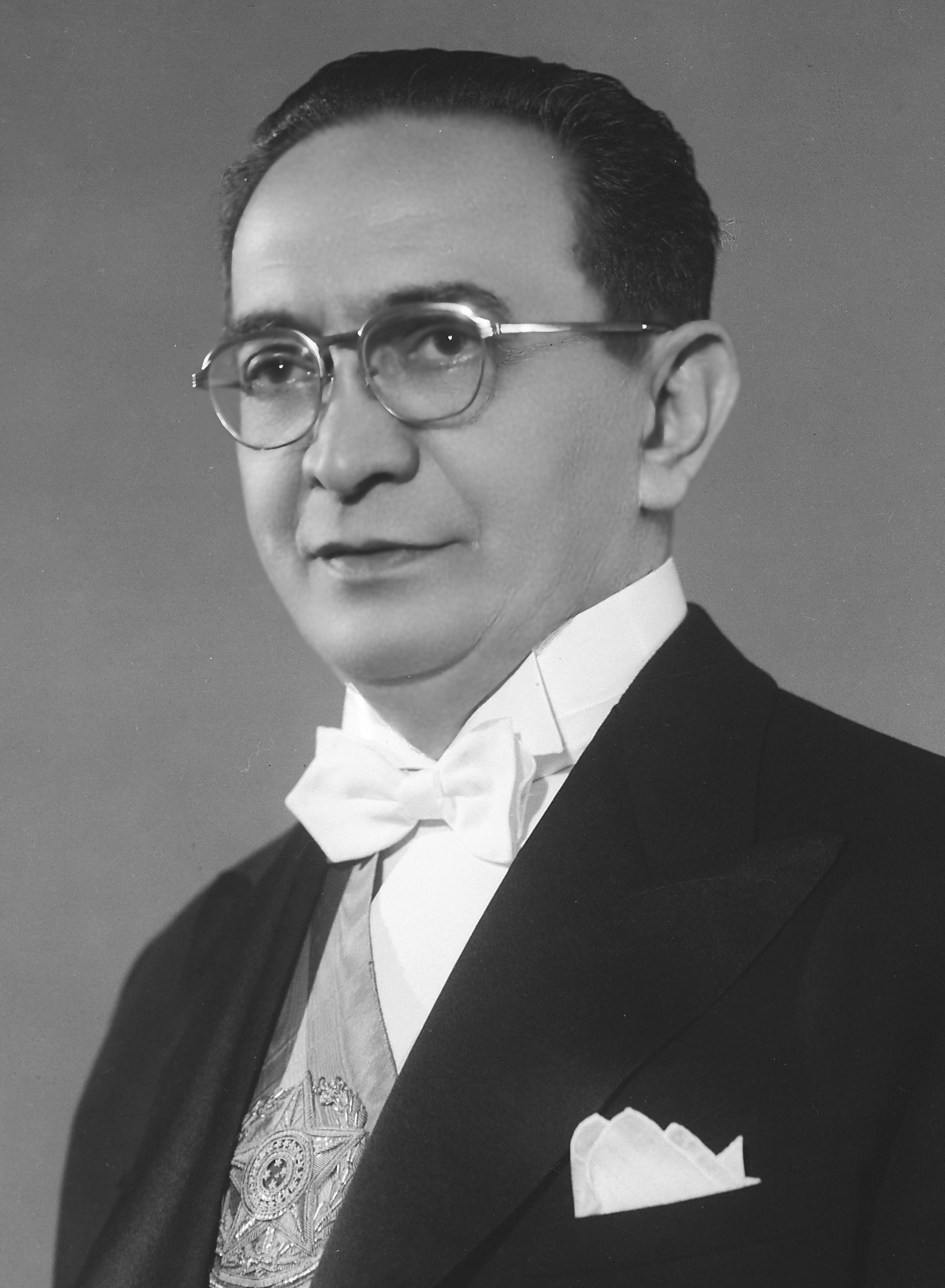
18.º Café Filho 1954–1955
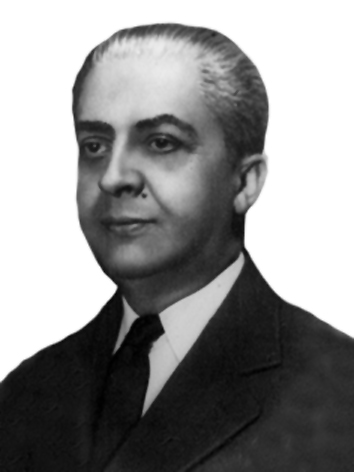
19.º Carlos Luz 1955
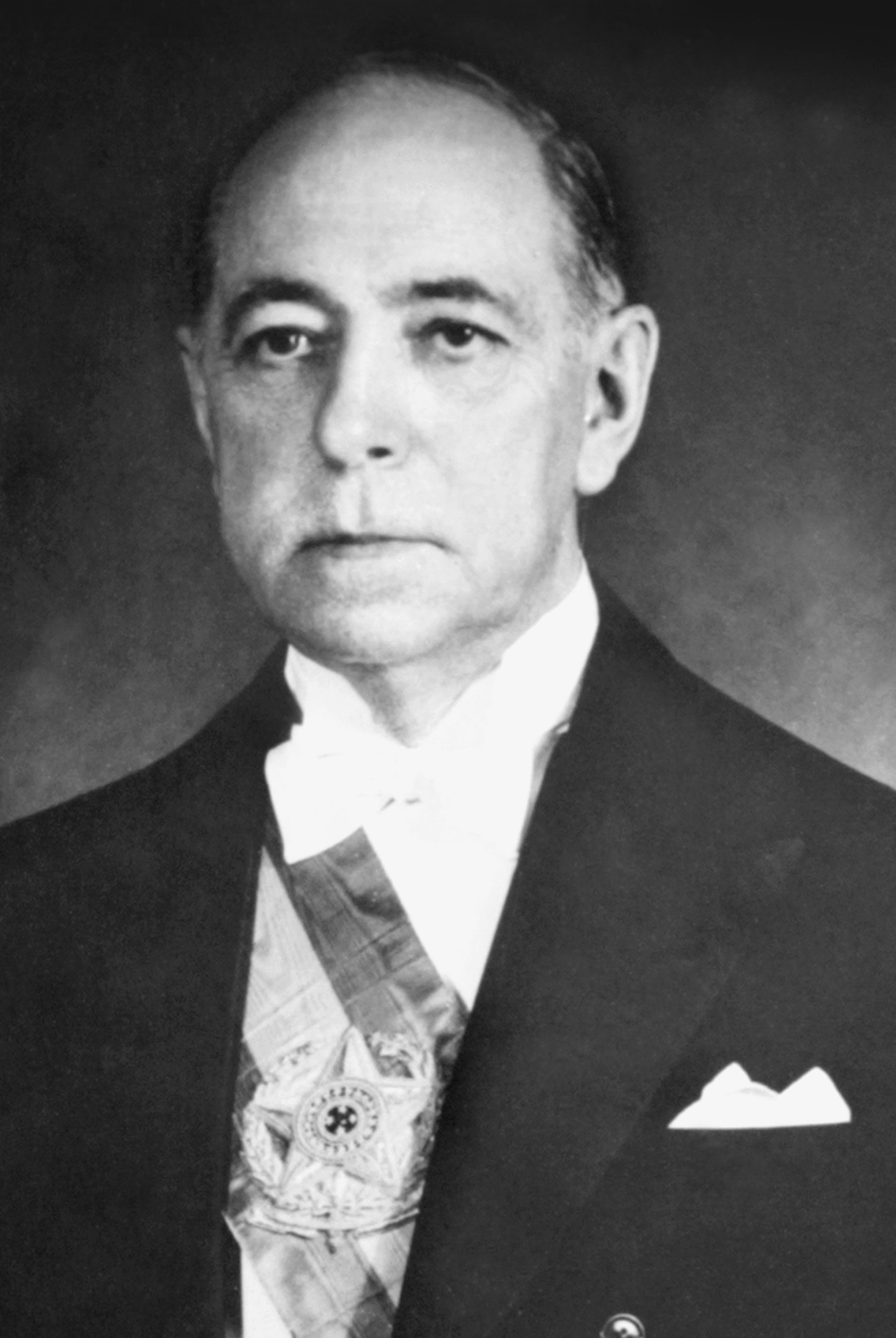
20.º Nereu Ramos 1955–1956
21.º Juscelino Kubitschek 1956–1961
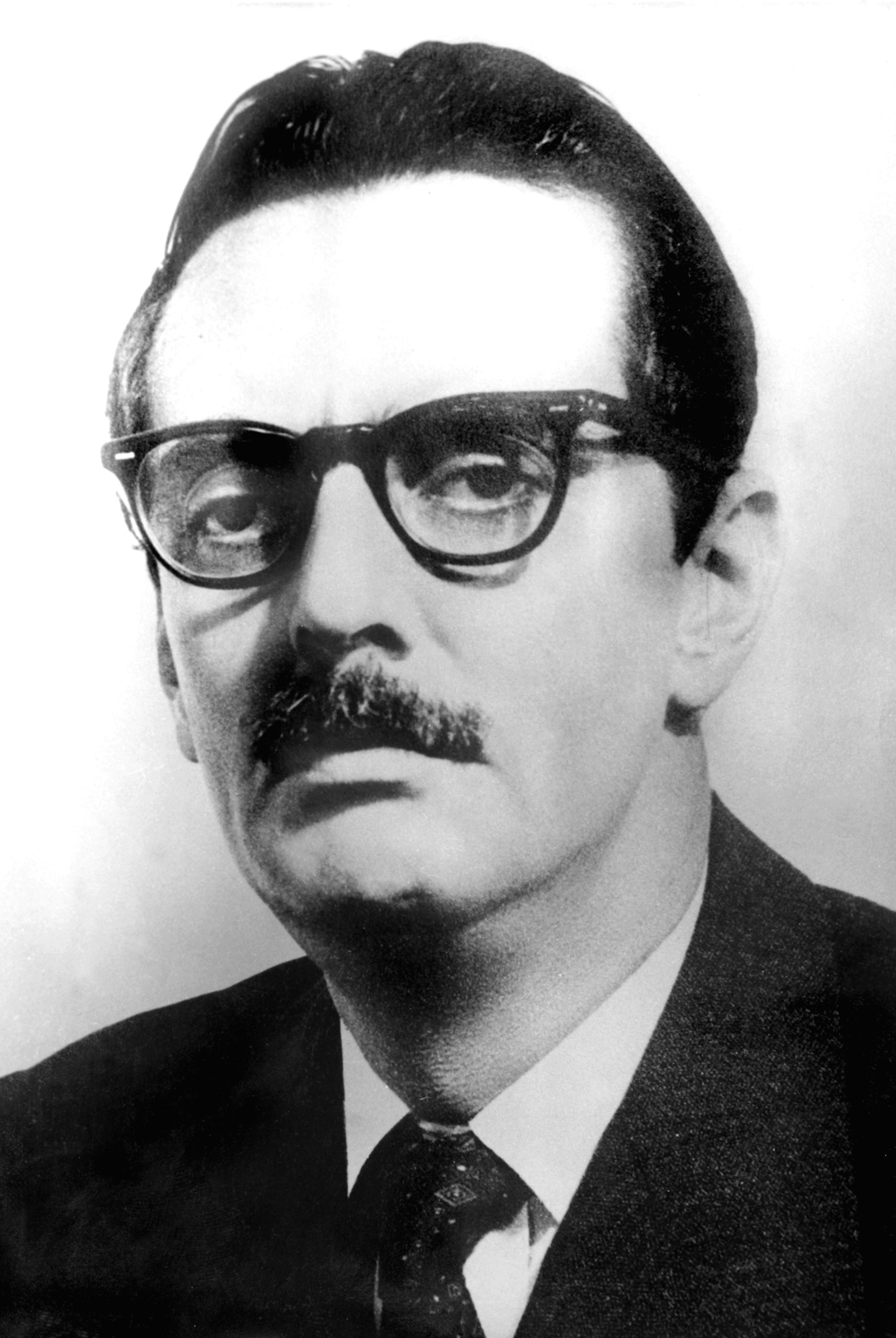
22.º Jânio Quadros 1961
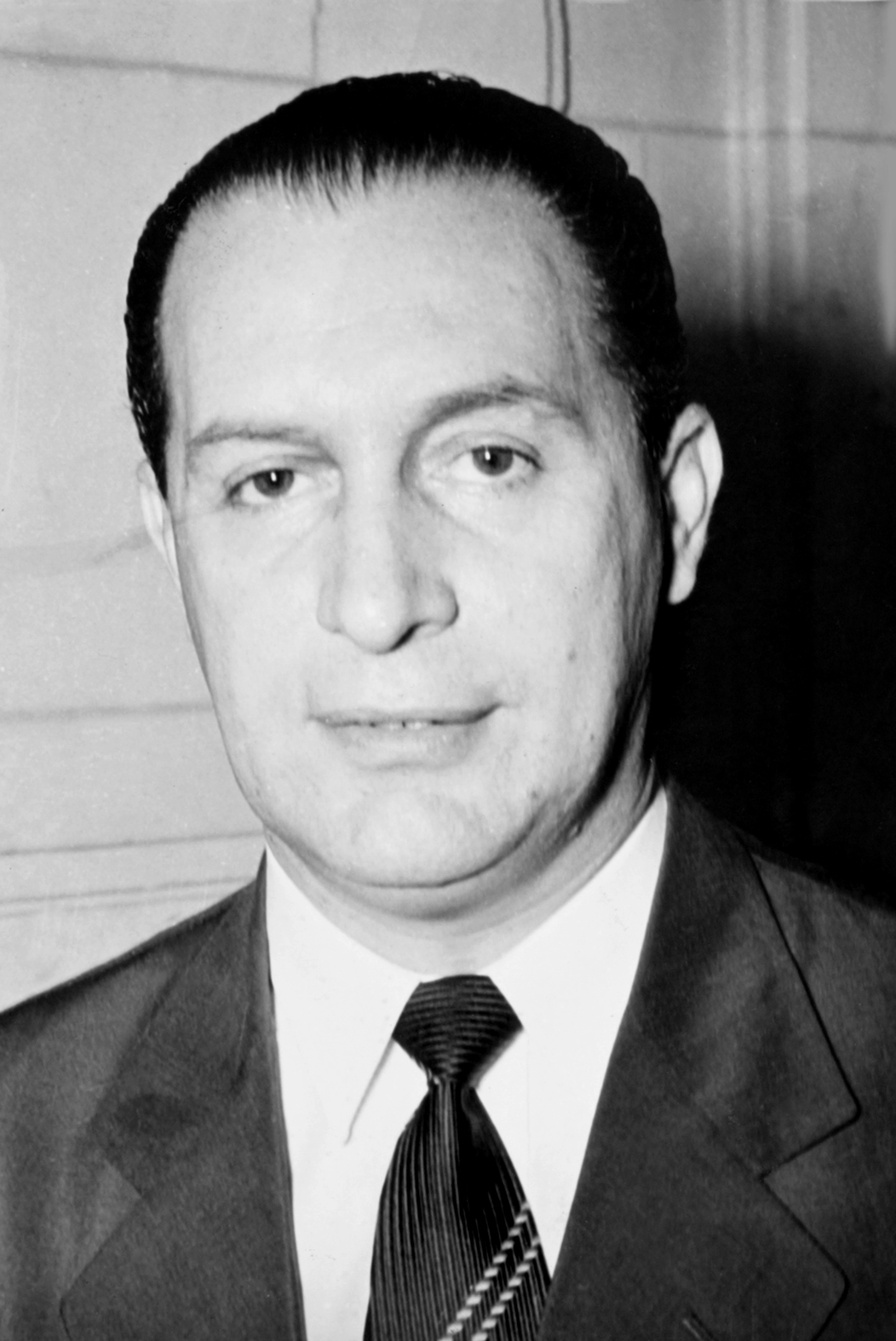
23.º Ranieri Mazzilli 1961
24.º João Goulart 1961–1964
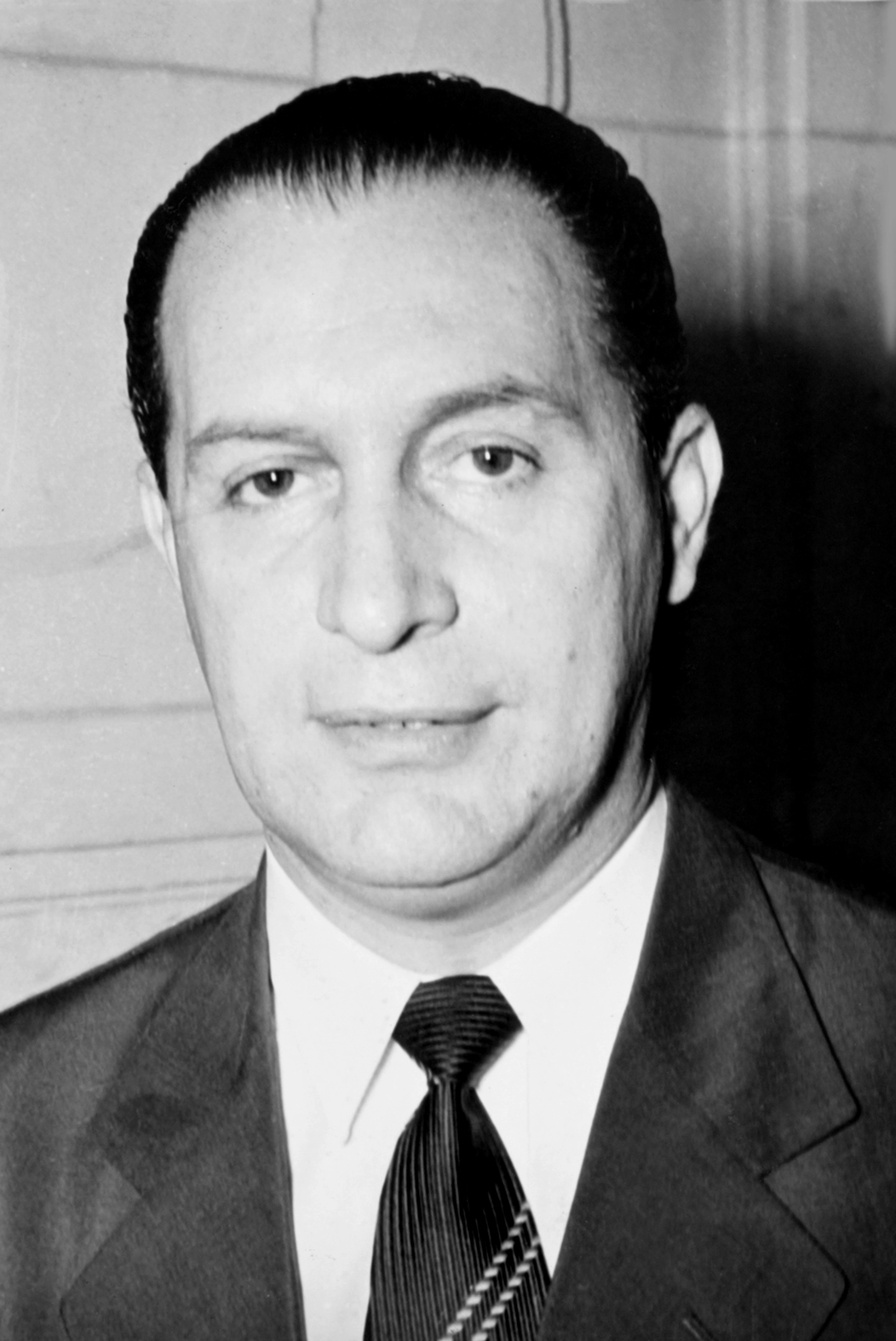
25.º Ranieri Mazzilli 1964
26.º Castelo Branco 1964–1967
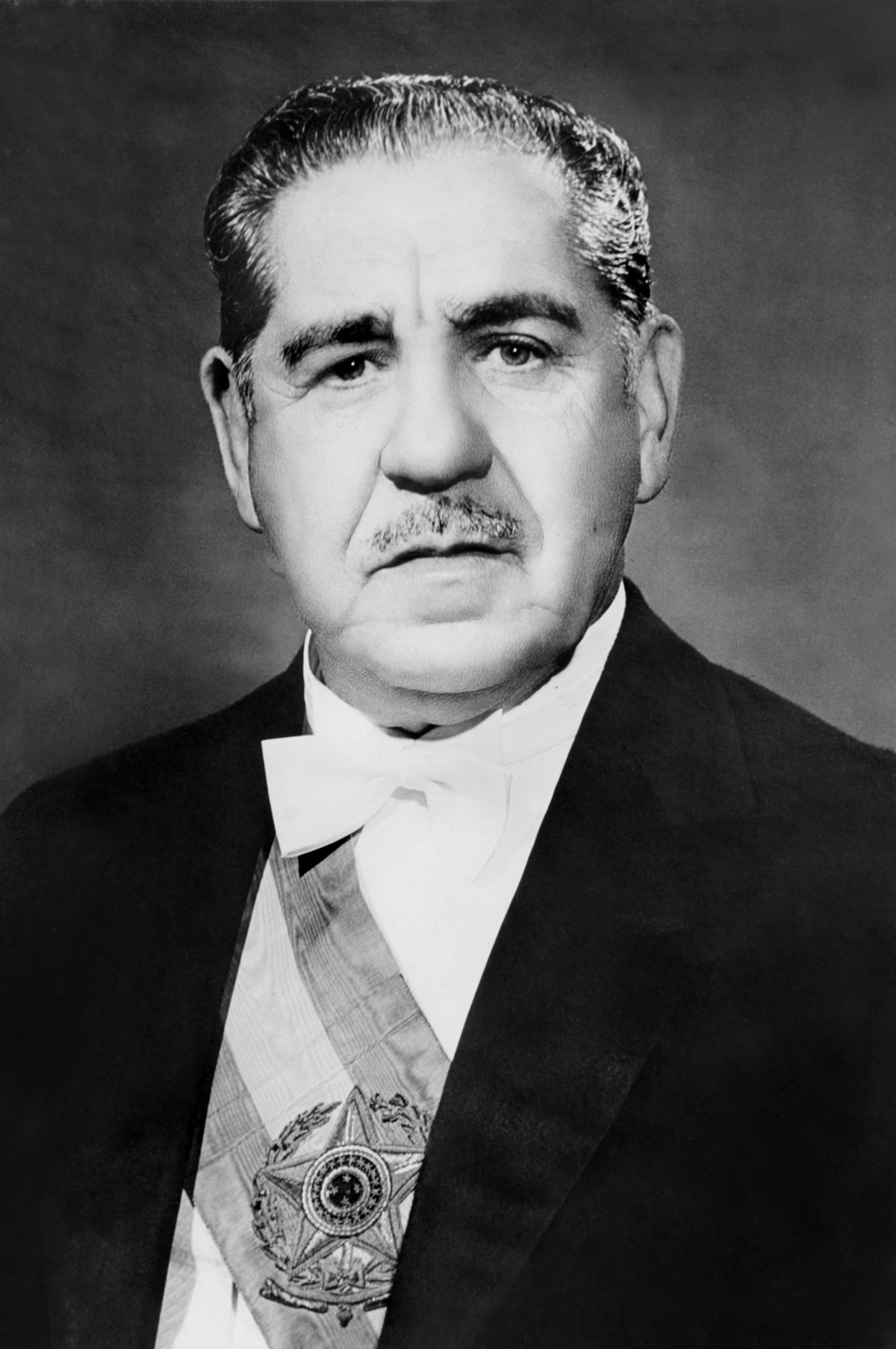
27.º Costa e Silva 1967–1969
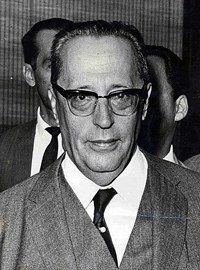
· Pedro Aleixo não tomou posse – junta militar de 1969
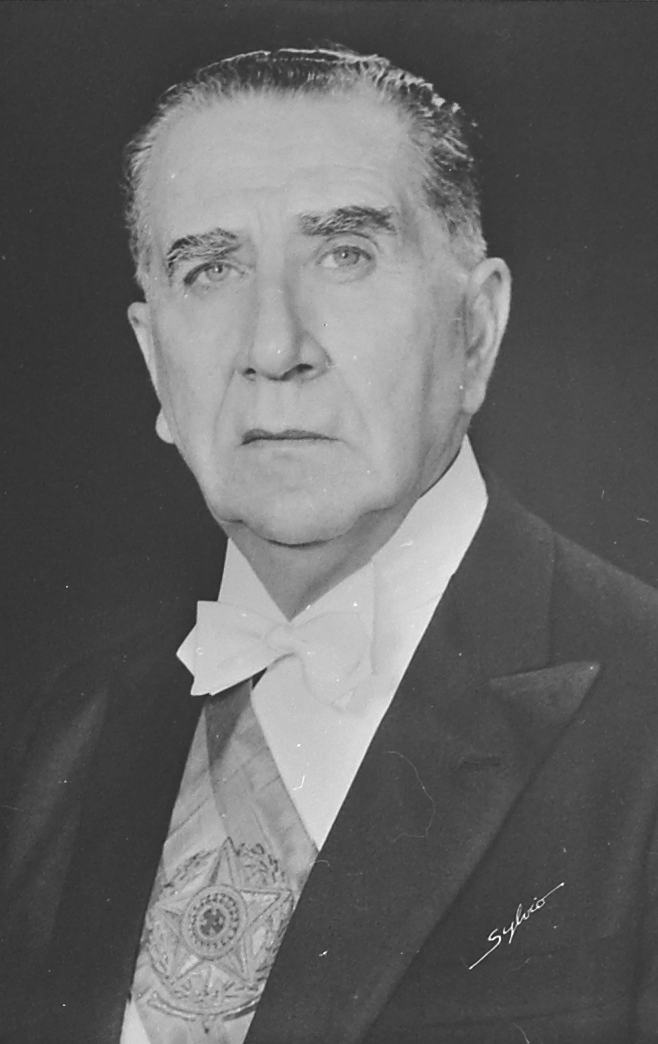
28.º Emílio Médici 1969–1974
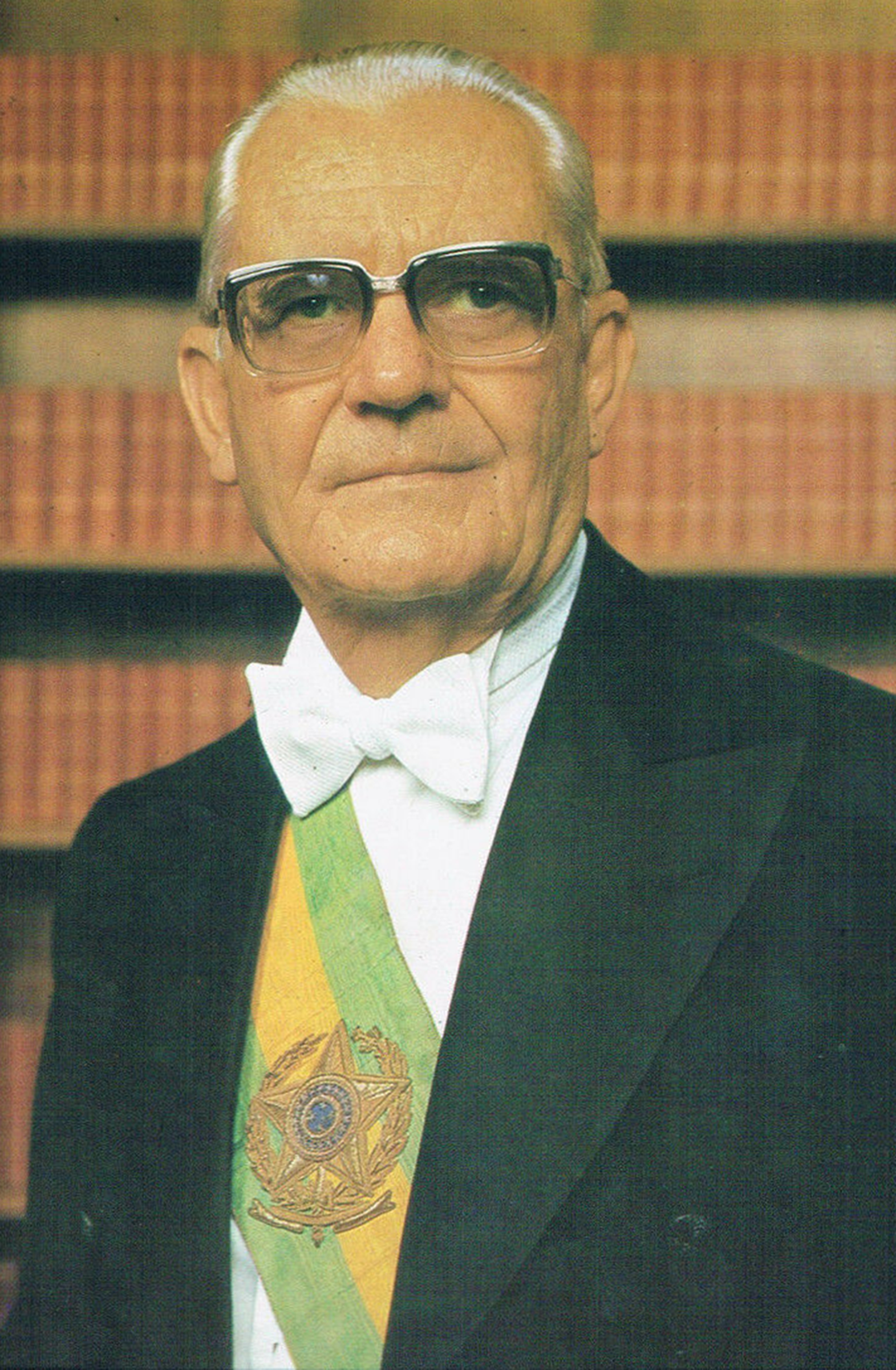
29.º Ernesto Geisel 1974–1979
30.º João Figueiredo 1979–1985
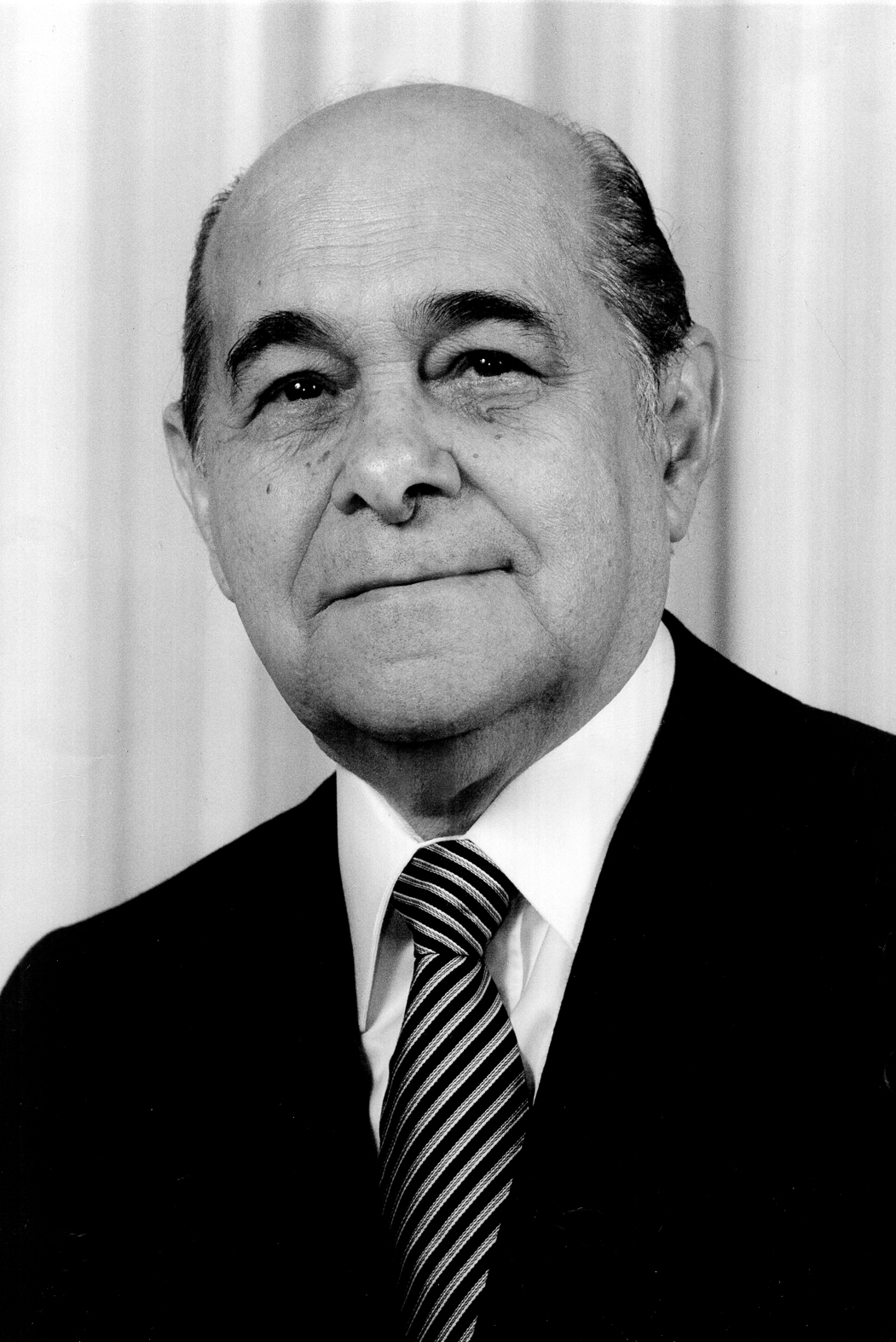
· Tancredo Neves não tomou posse
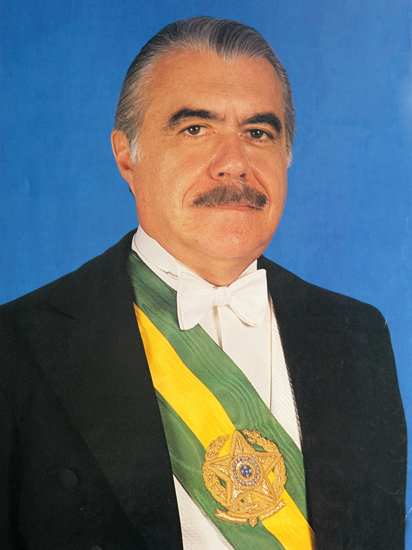
31.º José Sarney 1985–1990
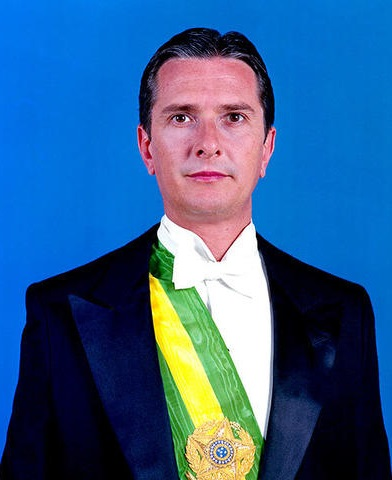
32.º Fernando Collor 1990–1992
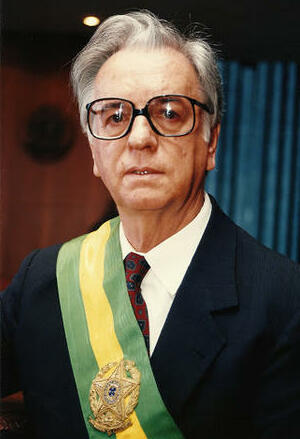
33.º Itamar Franco 1992–1995
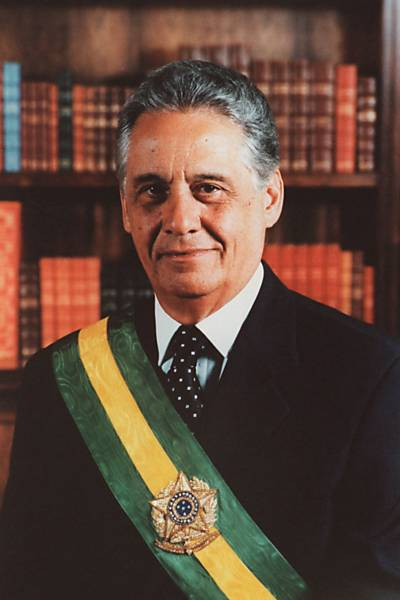
34.º Fernando Henrique Cardoso 1995–2003
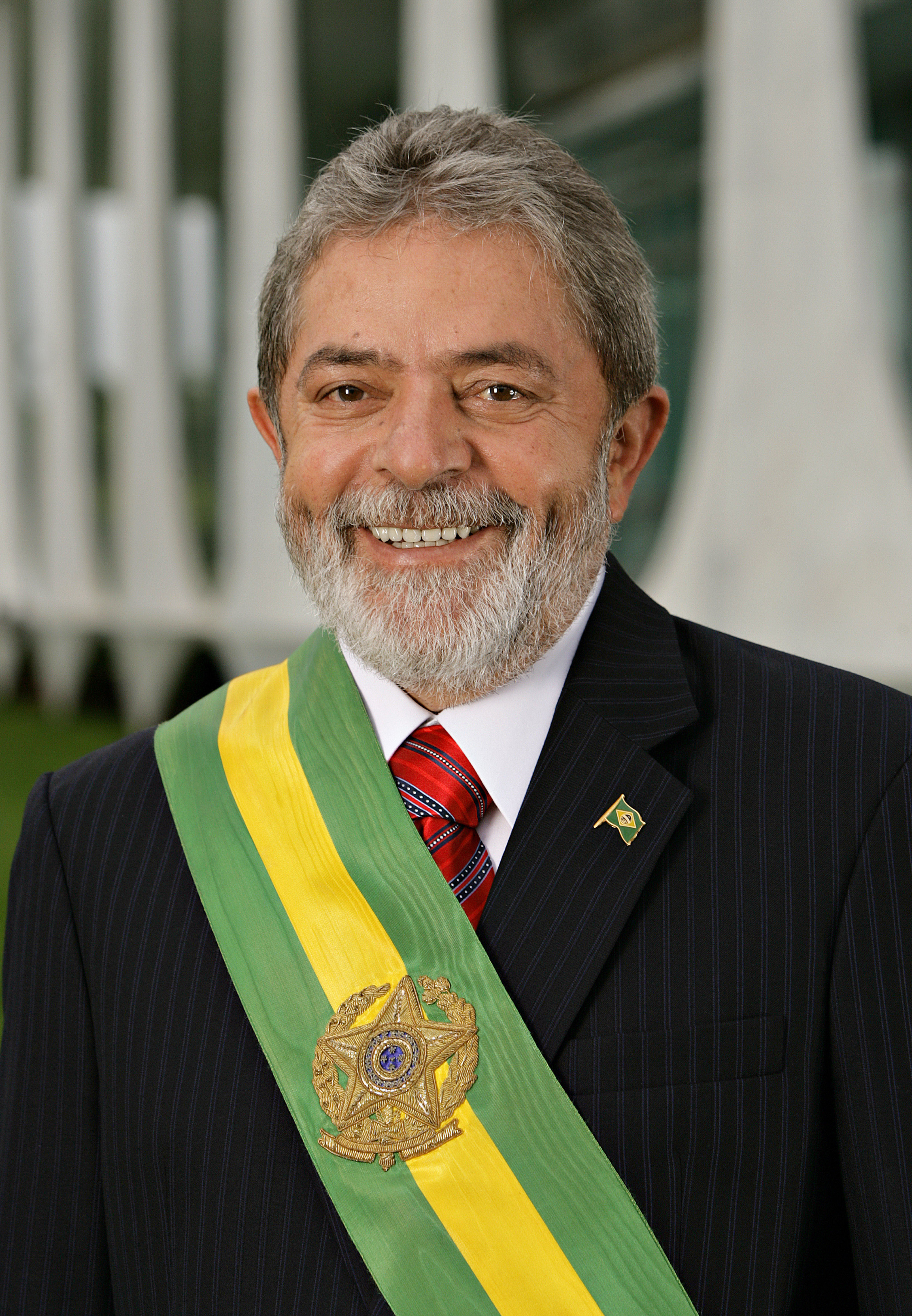
35.º Luiz Inácio Lula da Silva 2003–2011
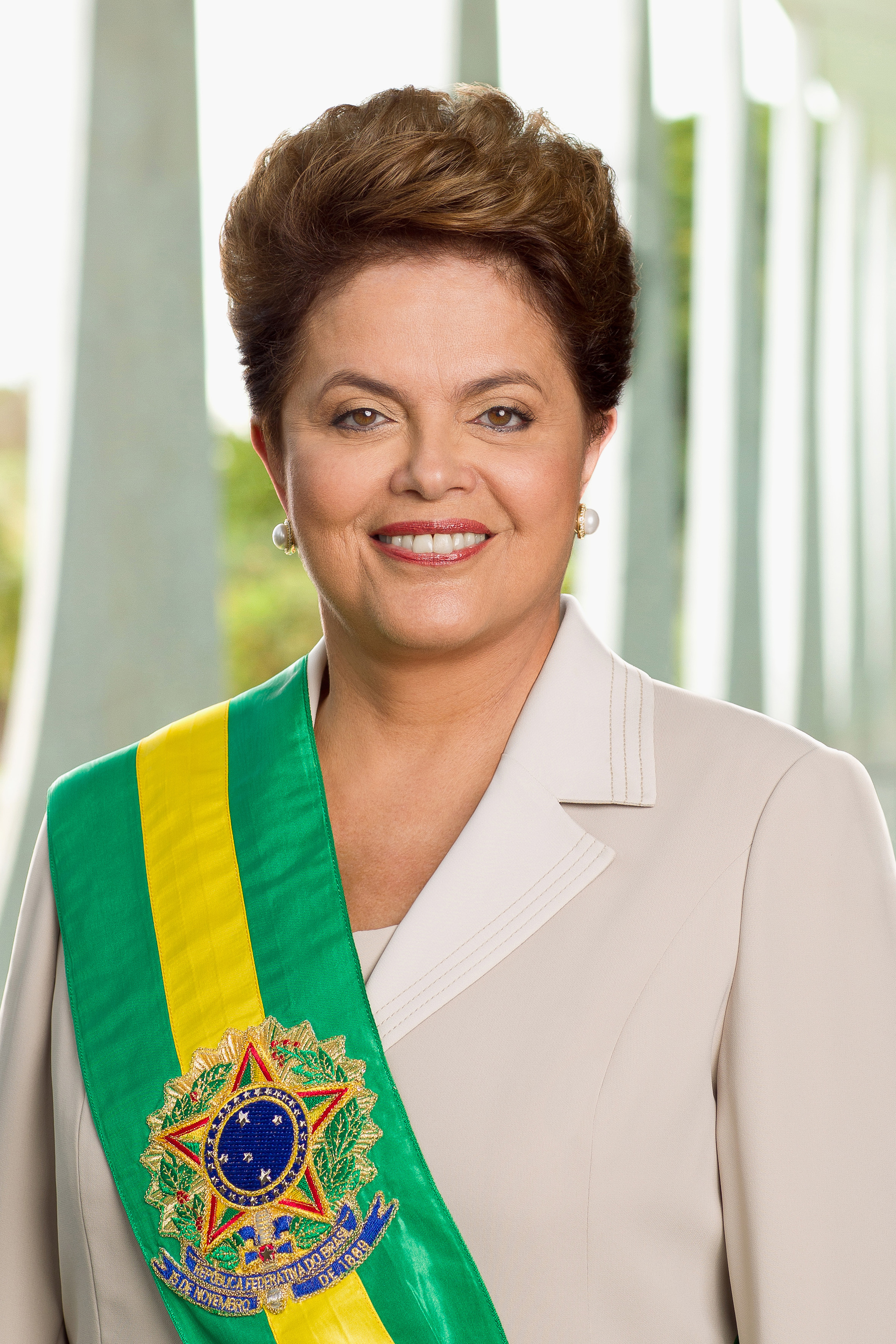
36.ª Dilma Rousseff 2011–2016
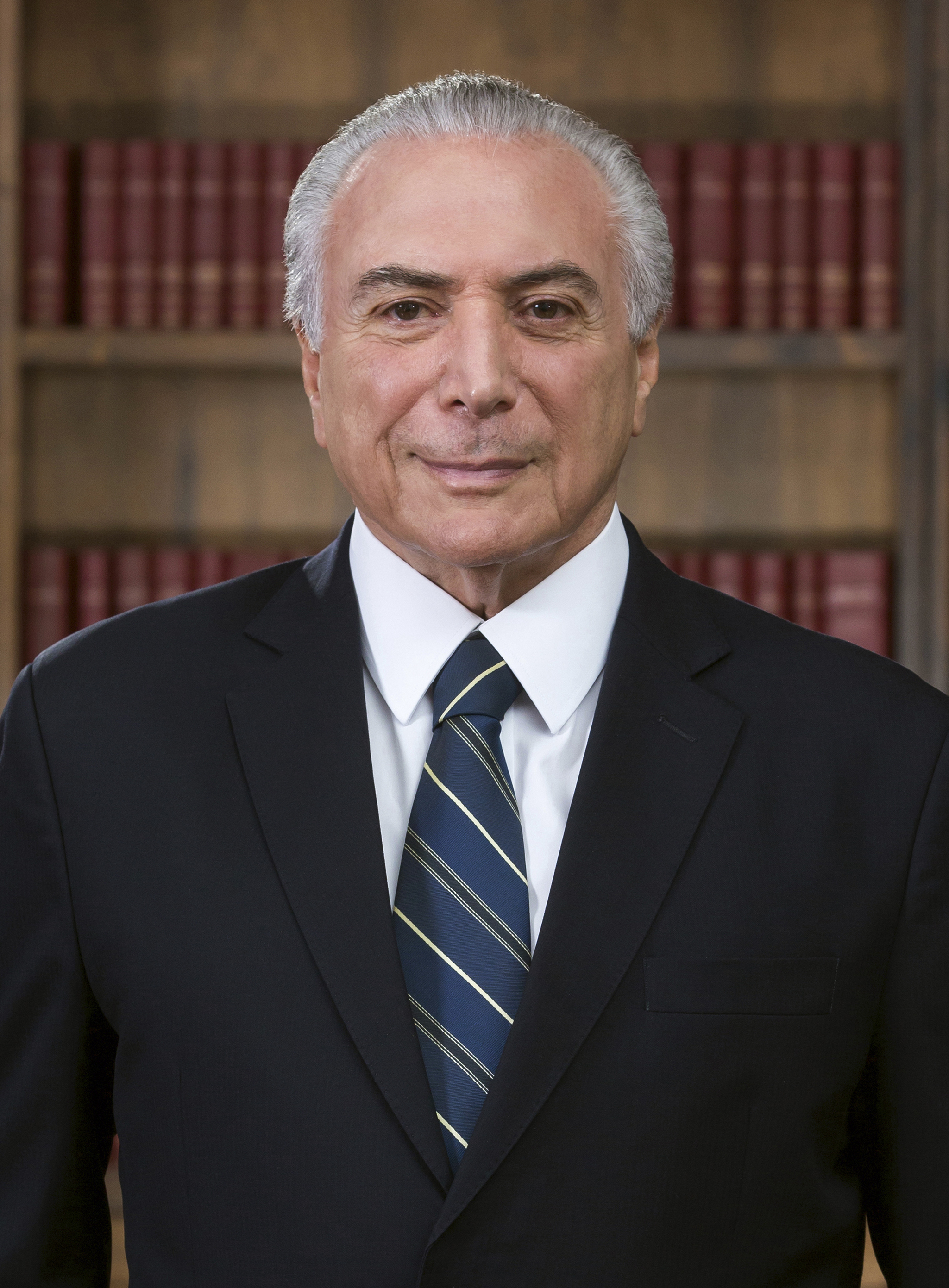
37.º Michel Temer 2016–2019
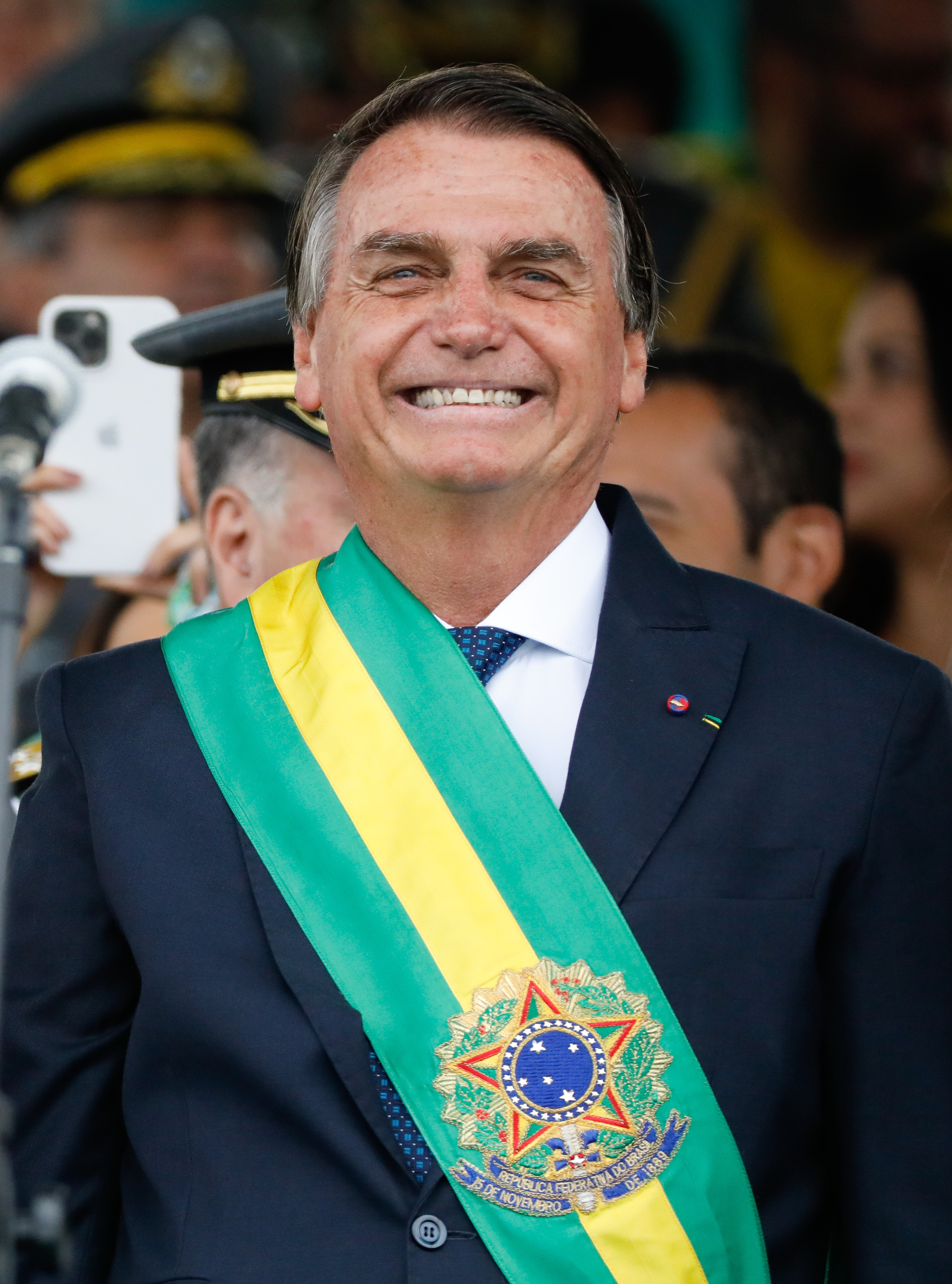
38.° Jair Bolsonaro 2019–2023
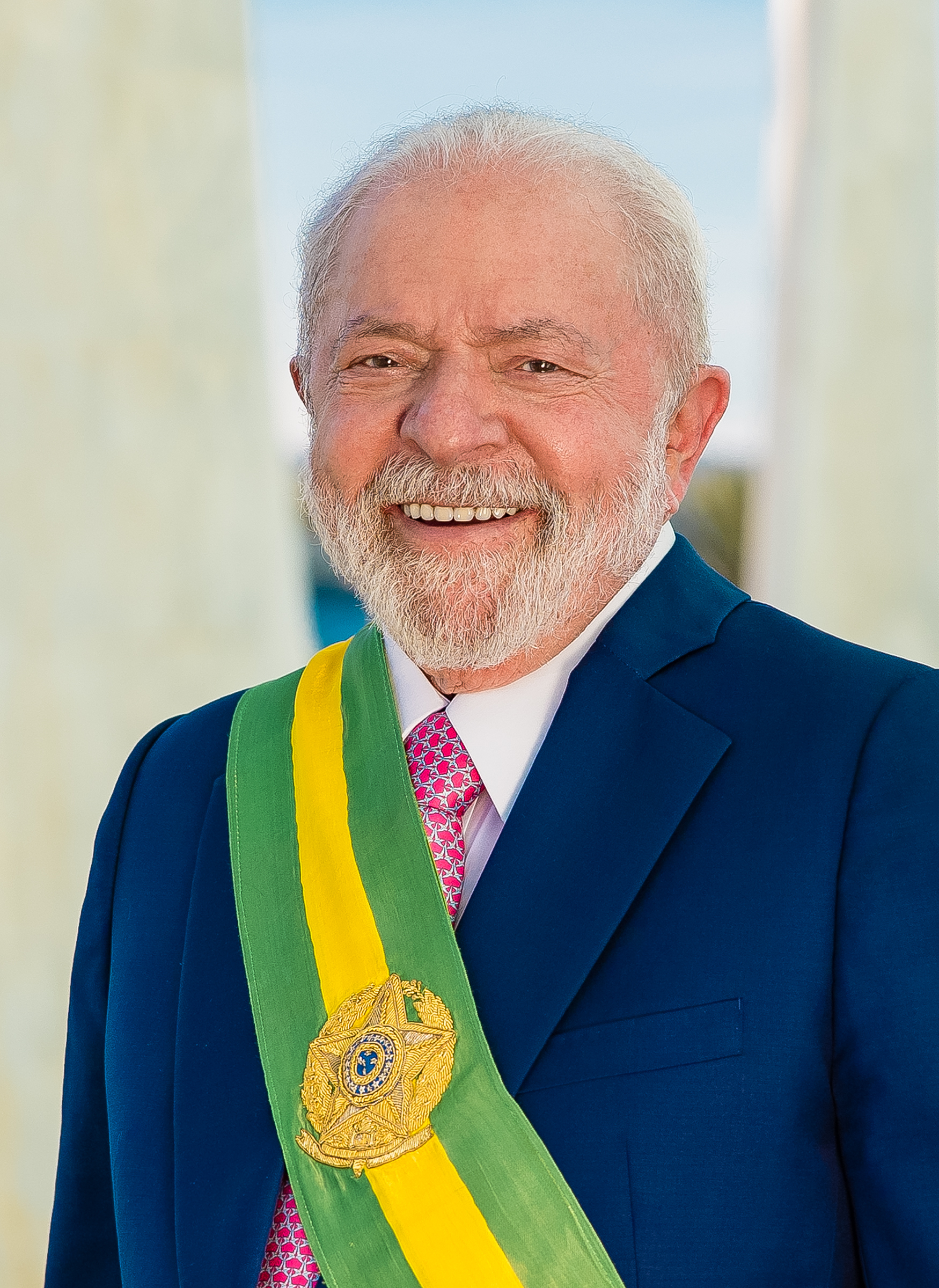
39.º Luiz Inácio Lula da Silva 2023–presente